# Rugby-Union-Weltmeisterschaft 2015

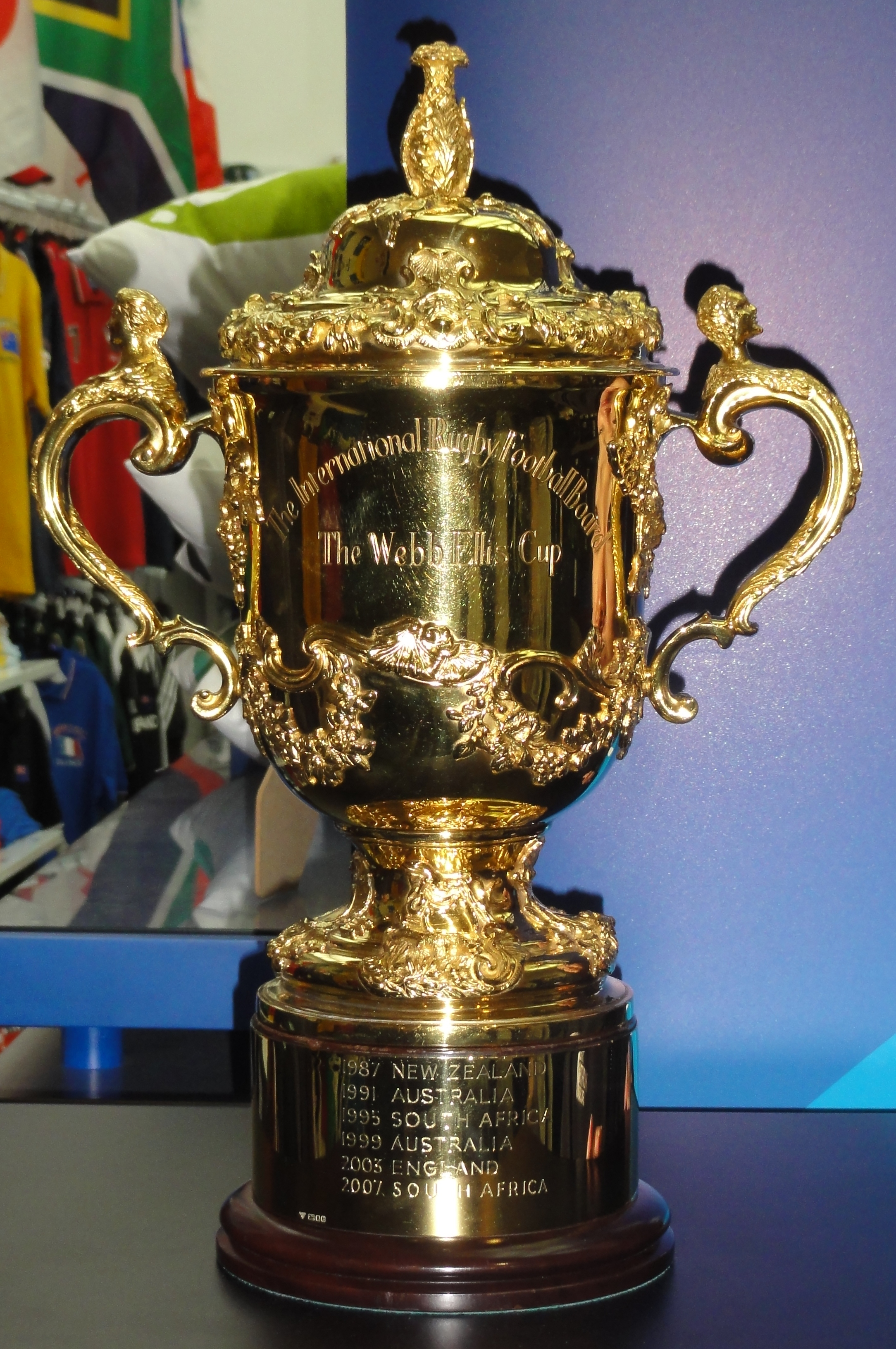
Der Webb Ellis Cup

Die Rugby-Union-Weltmeisterschaft 2015 (englisch 2015 Rugby World Cup; walisisch Cwpan Rygbi'r Byd 2015) fand vom 18. September bis zum 31. Oktober 2015 in England und Wales statt. Es war die achte Weltmeisterschaft im vierjährlichen Turnierzyklus, der vom Weltverband World Rugby organisiert wird, und die vierte in der nördlichen Hemisphäre. England war bei den Weltmeisterschaften 1991 und 1999 Mitgastgeber; beide Turniere wurden zusammen mit den anderen damaligen Five Nations Frankreich, Irland, Schottland und Wales ausgetragen.
Das Turnierformat von 2003, 2007 und 2011 blieb unverändert und 20 Rugby-Union-Nationalmannschaften nahmen an der Rugby-Union-Weltmeisterschaft 2015 teil: die zwölf direkt qualifizierten Mannschaften der Weltmeisterschaft 2011 (Argentinien, Australien, England, Frankreich, Irland, Italien, Neuseeland, Samoa, Schottland, Südafrika, Tonga und Wales), zusammen mit den acht besten Mannschaften der Qualifikation (Fidschi, Georgien, Japan, Kanada, Namibia, Rumänien, Uruguay und die Vereinigten Staaten). Während der Rugby-Union-Weltmeisterschaft 2015 wurden 48 Spiele absolviert, darunter 40 in der Vorrunde und acht in der Finalrunde, einschließlich des Finales. Die Mannschaften wurden in vier Gruppen zu je fünf Teams eingeteilt, wobei jedes einmal gegen die anderen der Gruppe antrat. Die beiden besten Mannschaften jeder Gruppe erreichten hiernach das Viertelfinale, während sich die besten drei Mannschaften jeder Gruppe – insgesamt zwölf Mannschaften – direkt für die darauf folgende Weltmeisterschaft 2019 in Japan qualifizierten.
Vor Beginn der Weltmeisterschaft galten Neuseeland, Australien, Südafrika und Irland als Favoriten auf den Titelgewinn. Im Finale, das im Twickenham Stadium in London stattfand, setzte sich Titelverteidiger Neuseeland mit 34:17 gegen Australien durch und errang als erstes Team zum dritten Mal den Weltmeistertitel. Außerdem gelang den Neuseeländern als erstem Team die Titelverteidigung. Zudem war es nach der Weltmeisterschaft in Südafrika das zweite Finale, in dem zwei Mannschaften der südlichen Hemisphäre aufeinandertrafen, und erstmals erreichte keine Mannschaft der Nordhemisphäre das Halbfinale. Twickenham wurde nach dem Eden Park in Auckland das zweite Rugbystadion das mehr als ein Finale – nach 1991 – austrug. Südafrika wurde Dritter und Argentinien Vierter. Erstmals in der Turniergeschichte gab es keinen Debütanten.
Das Spiel zwischen Japan und Südafrika am Eröffnungswochenende, bei dem Japan den entscheidenden Versuch in der Verlängerung gegen den Favoriten Südafrika legte, gilt als die „größte Überraschung“ der Rugbygeschichte. Entsprechend generierte das Turnier von Beginn an große Aufmerksamkeit der Medien. Der Gastgeber England schied nach Niederlagen gegen Wales und Australien bereits in der Vorrunde aus; damit erreichte erstmals in der Turniergeschichte ein nomineller Gastgeber nicht die Finalrunde. Außerdem war Japan das erste Team, das trotz dreier Siege nicht das Viertelfinale erreichte aufgrund weniger Bonuspunkte.
Mit über vier Milliarden Fernsehzuschauern weltweit war die Rugby-Union-Weltmeisterschaft 2015 die meistgesehene Rugbyweltmeisterschaft überhaupt. Insgesamt wurden etwa 2,47 Millionen Eintrittskarten für die 48 Spiele verkauft, was einem Zuschauerschnitt von 51.621 entspricht.

## Vergabe

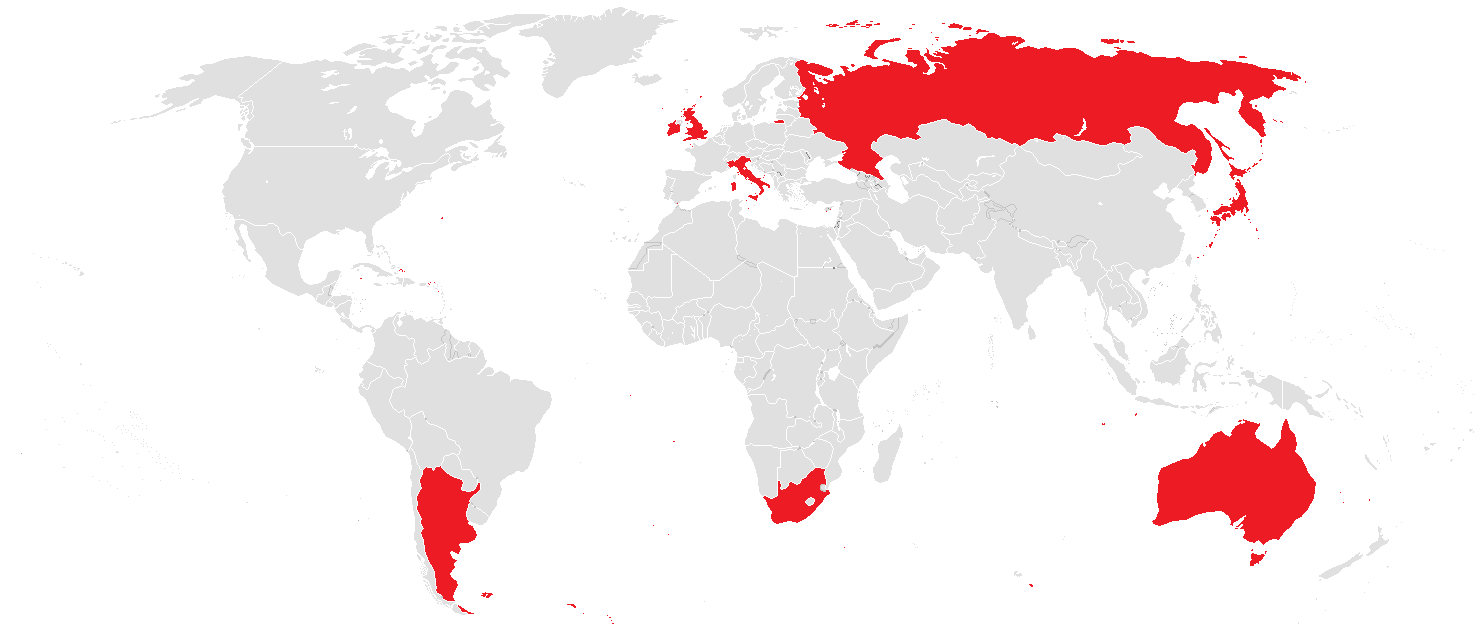
Bewerbungen für die Ausrichtung der Weltmeisterschaft 2015

Der Weltverband World Rugby (bis 2014: International Rugby Board) wünschte, dass alle interessierten Verbände bis zum 15. August 2008 ihre Absicht für die Ausrichtung der Weltmeisterschaften 2015 und 2019 bekanntgaben. Erforderlich war zu diesem Zeitpunkt lediglich eine Absichtserklärung ohne detaillierte Planungen. Zehn Verbände, so viele wie nie zuvor, bekundeten formell ihr Interesse: Australien, England, Irland, Italien, Jamaika, Japan, Russland, Schottland, Südafrika und Wales. Von diesen zehn Verbänden zogen sechs in der ersten Hälfte des Jahres 2009 ihre Kandidatur zurück. Übrig blieben England, Italien, Japan und Südafrika, wobei England und Japan als Favoriten galten.
Auf seiner Sitzung am 28. Juli 2009 in Dublin erteilte der Weltverband der englischen Kandidatur den Zuschlag, während Japan die Weltmeisterschaft 2019 zugesprochen bekam.
England trug somit zum zweiten Mal nach 1991 (nominell) eine Weltmeisterschaft aus. Die Bewerbung war Teil einer breit angelegten Strategie Großbritanniens, die vorsah, in der „Dekade des Sports“ möglichst viele sportlich hochkarätige Wettbewerbe der 2010er Jahre auszurichten. Dazu gehörten auch die Olympischen Sommerspiele 2012, die Rugby-League-Weltmeisterschaft 2013, die Commonwealth Games 2014, die Fußball-Weltmeisterschaft 2018 (die allerdings nach Russland vergeben wurde) und die Cricket-Weltmeisterschaft 2019.

## Qualifikation
Neben Gastgeber England, das sich auch sportlich durch das Erreichen des Viertelfinales der Weltmeisterschaft 2011 qualifiziert hatte, waren vorab die sieben weiteren Viertelfinalisten der letzten WM-Endrunde sowie die vier Drittplatzierten der Vorrundengruppen für das Turnier qualifiziert. So waren noch acht Plätze für das insgesamt zwanzig Nationen umfassende Turnier in der Qualifikation zu vergeben. Die Qualifikation bestand aus fünf kontinentalen Gruppen: Afrika, Amerika, Asien, Europa und Ozeanien. Jeweils zwei Plätze waren für die Kontinentalverbände Europas und Amerikas und einer für Afrika, Asien und Ozeanien reserviert. Der letzte Startplatz wurde in einer interkontinentalen Qualifikationsrunde ausgespielt. Zusammen mit den automatischen Qualifikanten nahmen 96 Nationalmannschaften an der Qualifikation zur Endrunde in England und Wales teil.
Die automatisch qualifizierten Mannschaften waren England als Gastgeber und Viertelfinalist 2011, Neuseeland als Titelverteidiger, Frankreich als Zweit- und Australien als Drittplatzierter 2011, Wales als Halbfinalist, die Viertelfinalisten Irland, Südafrika und Argentinien, sowie die Gruppendritten Schottland, Samoa, Tonga und Italien. Im August 2013 qualifizierte sich Kanada als Amerikas 1 nach zwei Siegen gegen die Vereinigten Staaten mit einem Gesamtergebnis von 40–20. Im März des folgenden Jahres sicherten sich die Vereinigten Staaten den Startplatz Amerika 2 mit zwei Erfolgen gegen Uruguay. Im selben Monat qualifizierten sich Georgien als Europa 1 und Rumänien als Europa 2. Zwei Monate später wurde Japan der einzige asiatische Qualifikant. Im Juni 2014 qualifizierte sich Fidschi als Ozeanien 1. Einen Monat später qualifizierte sich Namibia für seine fünfte aufeinanderfolgende Endrunde, nachdem es die Afrikameisterschaft 2014 mit einer besseren Punktedifferenz für sich entschied. Uruguay sicherte sich in der Repechage nach einem Gesamtergebnis von 57:49 gegen Russland den letzten Endrundenplatz. Die teilnehmenden Nationen waren fast die gleichen wie bei der WM vor vier Jahren. Anstelle von Russland hatte sich diesmal Uruguay qualifiziert. Dieselben 20 Teams nahmen an der Weltmeisterschaft 2003 teil.

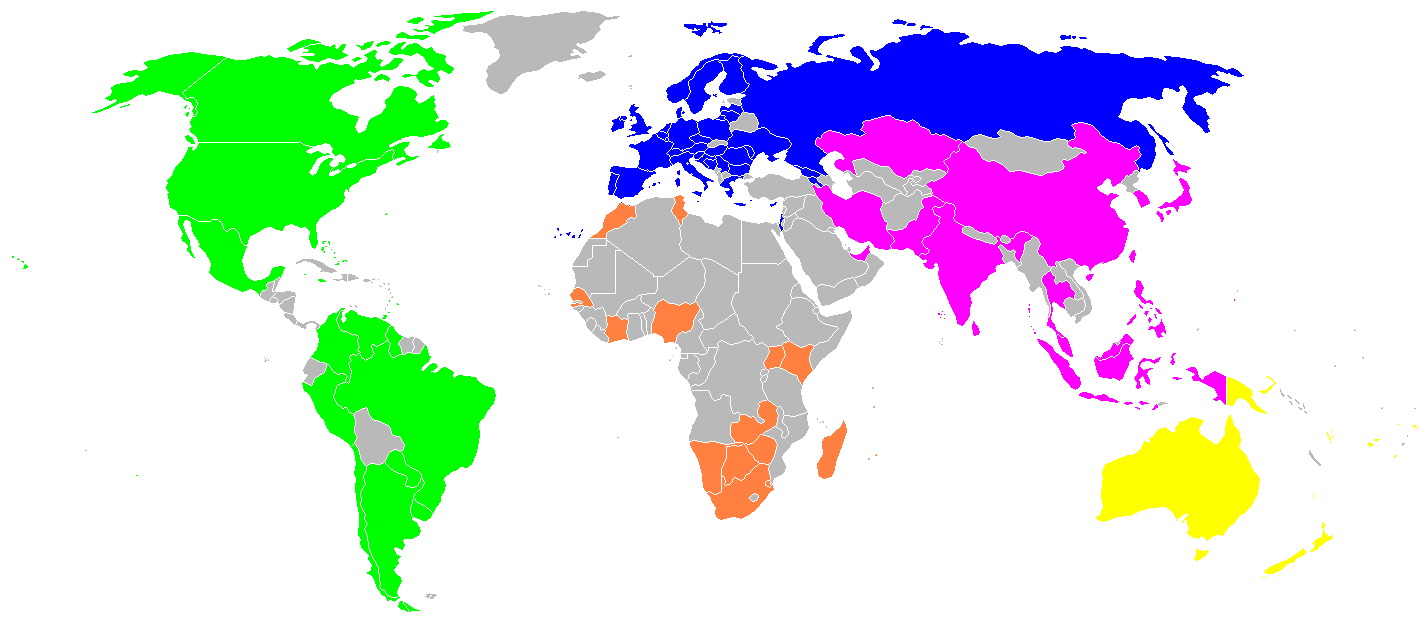
An der Qualifikation beteiligte Länder nach Kontinentalverbänden; insgesamt 96 Teams nahmen teil.
Afrika
Amerika
Asien
Europa/Nordasien
Ozeanien

Teilnehmende Länder der Rugby-Union-Weltmeisterschaft 2015:
Gastgeber
Qualifiziert als Top Zwölf 2011
Qualifikation
In der Qualifikation gescheitert
Keine Teilnahme

| Land               | Qualifikationsgrundlage | WM-Teilnahme | Letztmalige WM-Teilnahme | Bestes Ergebnis                                     | Gruppe |
| ------------------ | ----------------------- | ------------ | ------------------------ | --------------------------------------------------- | ------ |
| England            | Nomineller Gastgeber    | Achte        | 2011                     | Weltmeister (2003)                                  | A      |
| Argentinien        | Automatisch             | Achte        | 2011                     | Dritter (2007)                                      | C      |
| Australien         | Automatisch             | Achte        | 2011                     | Weltmeister (1991, 1999)                            | A      |
| Frankreich         | Automatisch             | Achte        | 2011                     | Finalist (1987, 1999, 2011)                         | D      |
| Irland             | Automatisch             | Achte        | 2011                     | Viertelfinale (1987, 1991, 1995, 2003, 2011)        | D      |
| Italien            | Automatisch             | Achte        | 2011                     | Vorrunde (1987, 1991, 1995, 1999, 2003, 2007, 2011) | D      |
| Neuseeland         | Automatisch             | Achte        | 2011                     | Weltmeister (1987, 2011)                            | C      |
| Samoa              | Automatisch             | Siebente     | 2011                     | Viertelfinale (1991, 1995)                          | B      |
| Schottland         | Automatisch             | Achte        | 2011                     | Vierter (1991)                                      | B      |
| Südafrika          | Automatisch             | Sechste      | 2011                     | Weltmeister (1995, 2007)                            | B      |
| Tonga              | Automatisch             | Siebente     | 2011                     | Vorrunde (1987, 1995, 1999, 2003, 2007, 2011)       | C      |
| Wales              | Automatisch             | Achte        | 2011                     | Dritter (1987)                                      | A      |
| Fidschi            | Ozeanien 1              | Siebente     | 2011                     | Viertelfinale (1987, 2007)                          | A      |
| Georgien           | Europa 1                | Vierte       | 2011                     | Vorrunde (2003, 2007, 2011)                         | C      |
| Japan              | Asien 1                 | Achte        | 2011                     | Vorrunde (1987, 1991, 1995, 1999, 2003, 2007, 2011) | B      |
| Kanada             | Amerika 1               | Achte        | 2011                     | Viertelfinale (1991)                                | D      |
| Namibia            | Afrika 1                | Fünfte       | 2011                     | Vorrunde (1999, 2003, 2007, 2011)                   | C      |
| Rumänien           | Europa 2                | Achte        | 2011                     | Vorrunde (1987, 1991, 1995, 1999, 2003, 2007, 2011) | D      |
| Uruguay            | Repechage               | Dritte       | 2003                     | Vorrunde (1999, 2003)                               | A      |
| Vereinigte Staaten | Amerika 2               | Siebente     | 2011                     | Vorrunde (1987, 1991, 1999, 2003, 2007, 2011)       | B      |

## Austragungsorte

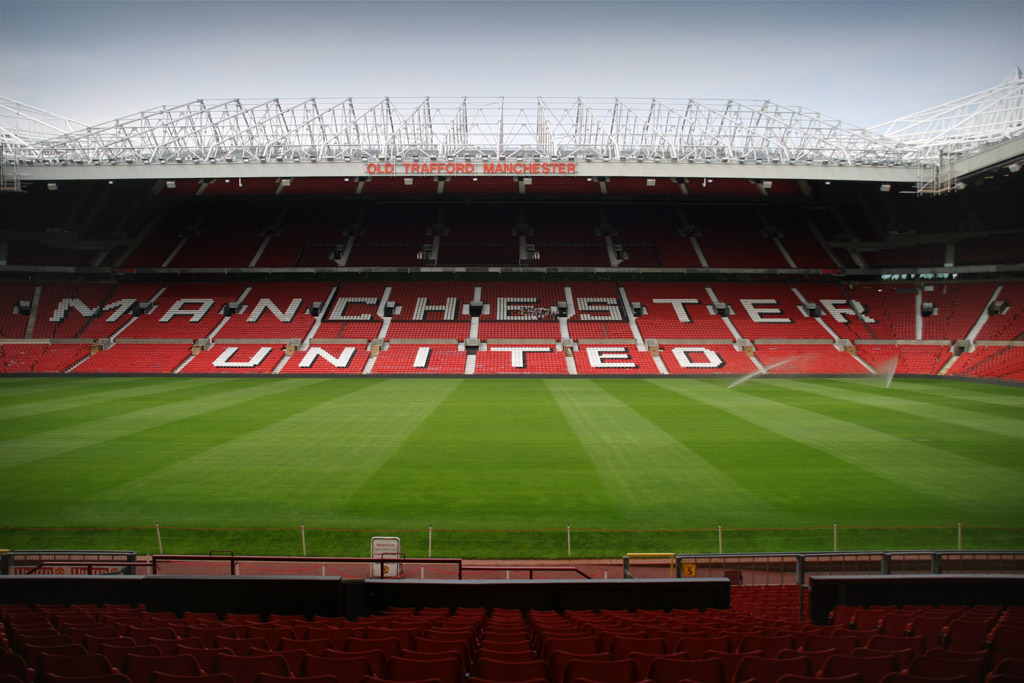
Entgegen den ursprünglichen Plänen konnte Manchesters Old Trafford während der Weltmeisterschaft 2015 nicht verwendet werden

Am 28. Juli 2009, dem Tag der Bekanntgabe, dass England das WM-Turnier 2015 ausrichten wird, wurden provisorisch auch Stadien vorgestellt, in denen die Spiele ausgetragen werden sollen. Die offizielle Bekanntgabe der Stadien mitsamt dem Turnierplan erfolgte am 2. März 2013. Von diesen sind zwölf in England, während sich das Millennium Stadium in Wales befindet. Bereits 2011 hatte der Weltverband aufgrund seiner hohen Kapazität und der strategischen Lage die Nutzung des Millennium Stadium genehmigt, obschon es sich außerhalb des Gastgeberlandes befindet. Von den dreizehn Stadien sind zwei im Besitz von Rugbyvereinen (Kingsholm Stadium und Sandy Park), zwei sind Rugby-Nationalstadien (Twickenham Stadium und Millennium Stadium), zwei sind Mehrzweckstadien (Wembley-Stadion und Olympiastadion London) und die übrigen sieben sind Stadien von Fußballvereinen.
Vorgeschlagene Stadien, die es nicht in die Endauswahl schafften, waren das Stadium of Light in Sunderland, die Ricoh Arena in Coventry, das St. Mary’s Stadium in Southampton, das Pride Park Stadium in Derby, Anfield in Liverpool und das Ashton Gate Stadium in Bristol. Der Fußballverein Manchester United, Besitzer des Old Trafford, zog seine Zusage im April 2013 zurück und begründete diesen Schritt mit der Verpflichtung, Rugby-League-Spiele auszutragen sowie mit Befürchtungen, dass der neue Hybridrasen beschädigt werden könnte. Die Organisatoren ersuchten daraufhin beim Stadtrivalen Manchester City um die Nutzung des Etihad Stadium. Der Verein gab seine Zustimmung, jedoch nur für ein einziges Spiel anstatt wie vorgesehen für drei.
Am 2. Mai 2013 wurden die Stadien für das Turnier genehmigt. Im Twickenham Stadium in London fanden vier Vorrundenspiele, darunter das Eröffnungsspiel der WM, zwei Viertel- und die Halbfinals und das Endspiel statt, im Cardiffer Millennium Stadium wurden sechs Vorrundenspiele und zwei Viertelfinals ausgetragen, im Londoner Wembley Stadium das vierte Viertelfinale, im Olympiastadion fand neben vier Vorrundenspielen das Spiel um Platz drei statt. Die weiteren Stadien waren Spielorte für Vorrundenspiele.
| London |

| Cardiff |

| Manchester |

| Newcastle |

| Birmingham |

| Leeds |

| Leicester |

| Brighton |

| Milton Keynes |

| Gloucester |

| Exeter |

| London |

| Cardiff |

| Manchester |

| Newcastle |

| Birmingham |

| Leeds |

| Leicester |

| Brighton |

| Milton Keynes |

| Gloucester |

| Exeter |

* Das Stadion wurde bis zum Zeitpunkt des Turniers ausgebaut.

## Format

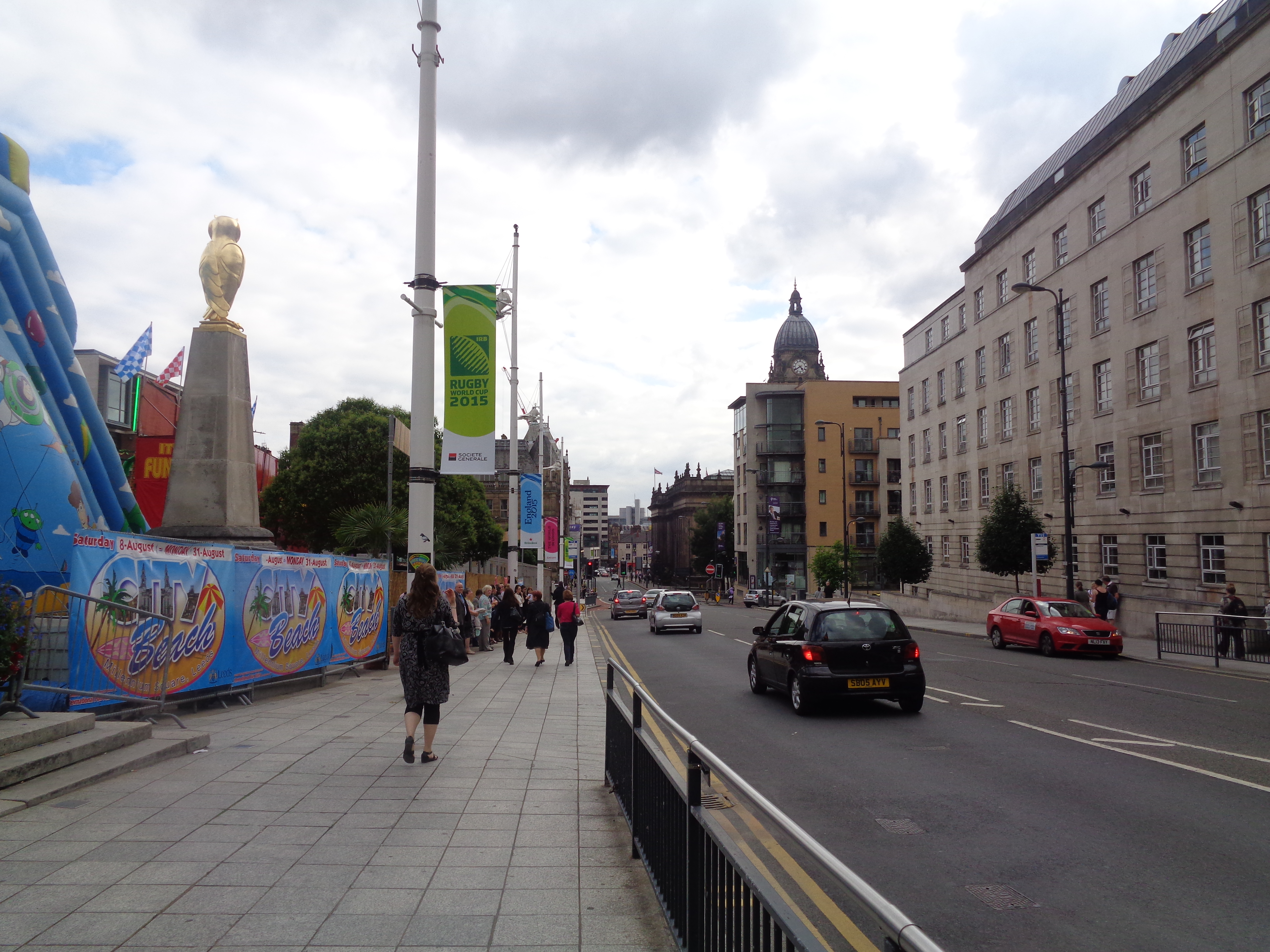
Calverley Street in Leeds, West Yorkshire, am Vorabend der Weltmeisterschaft 2015

Die Rugby-Union-Weltmeisterschaft 2015 wurde über 44 Tage zwischen 20 verschiedenen Mannschaften über 48 Spiele ausgetragen. Sie begann am 18. September 2015 im Twickenham Stadium mit dem Eröffnungsspiel zwischen dem nominellen Gastgeber England und Fidschi. Das Turnier endete am 31. Oktober im denselben Stadion mit dem Finale zwischen Australien und Neuseeland, wobei die All Blacks den Webb Ellis Cup verteidigten.

### Spielplan
Die nachfolgende Tabelle zeigt das tägliche Programm der Rugby-Union-Weltmeisterschaft 2015. Dabei steht ein rotes Kästchen für die Eröffnungs- und Schlusszeremonie, ein violettes Kästchen für Vorrundenspiele, ein grünes Kästchen für Finalrundenspiele, ein blaues Kästchen für das Spiel um Platz 3 und ein gelbes Kästchen für das Finale.
| Gruppenphase September/Oktober | Fr. 18. | Sa. 19. | So. 20. | Mo. 21. | Di. 22. | Mi. 23. | Do. 24. | Fr. 25. | Sa. 26. | So. 27. | Mo. 28. | Di. 29. | Mi. 30. | Do. 1.  | Fr. 2.  | Sa. 3.  | So. 4.  | Mo. 5.  | Di. 6.  | Mi. 7.  | Do. 8. | Fr. 9. | Sa. 10. | So. 11. |
| ------------------------------ | ------- | ------- | ------- | ------- | ------- | ------- | ------- | ------- | ------- | ------- | ------- | ------- | ------- | ------- | ------- | ------- | ------- | ------- | ------- | ------- | ------ | ------ | ------- | ------- |
| Zeremonien                     |         |         |         |         |         |         |         |         |         |         |         |         |         |         |         |         |         |         |         |         |        |        |         |         |
| Gruppe A                       | 1       |         | 1       |         |         | 1       |         |         | 1       | 1       |         |         |         | 1       |         | 1       |         |         | 1       |         |        |        | 2       |         |
| Gruppe B                       |         | 1       | 1       |         |         | 1       |         |         | 1       | 1       |         |         |         |         |         | 2       |         |         |         | 1       |        |        | 1       | 1       |
| Gruppe C                       |         | 1       | 1       |         |         |         | 1       | 1       |         |         |         | 1       |         |         | 1       |         | 1       |         |         | 1       |        | 1      |         | 1       |
| Gruppe D                       |         | 2       |         |         |         | 1       |         |         | 1       | 1       |         |         |         | 1       |         |         | 1       |         | 1       |         |        |        |         | 2       |
| Finalrunde Oktober             | Mo. 12. | Di. 13. | Mi. 14. | Do. 15. | Fr. 16. | Sa. 17. | So. 18. | Mo. 19. | Di. 20. | Mi. 21. | Do. 22. | Fr. 23. | Sa. 24. | So. 25. | Mo. 26. | Di. 27. | Mi. 28. | Do. 29. | Fr. 30. | Sa. 31. |        |        |         |         |
| Zeremonien                     |         |         |         |         |         |         |         |         |         |         |         |         |         |         |         |         |         |         |         |         |        |        |         |         |
| Finalrunde                     |         |         |         |         |         | 2       | 2       |         |         |         |         |         | 1       | 1       |         |         |         |         | 1       | 1       |        |        |         |         |

| Farblegende                  |
| Eröffnungs- und Schlussfeier |
| Gruppenspiele                |
| Finalrunde                   |
| Spiel um Platz 3             |
| Finale                       |

### Gruppen

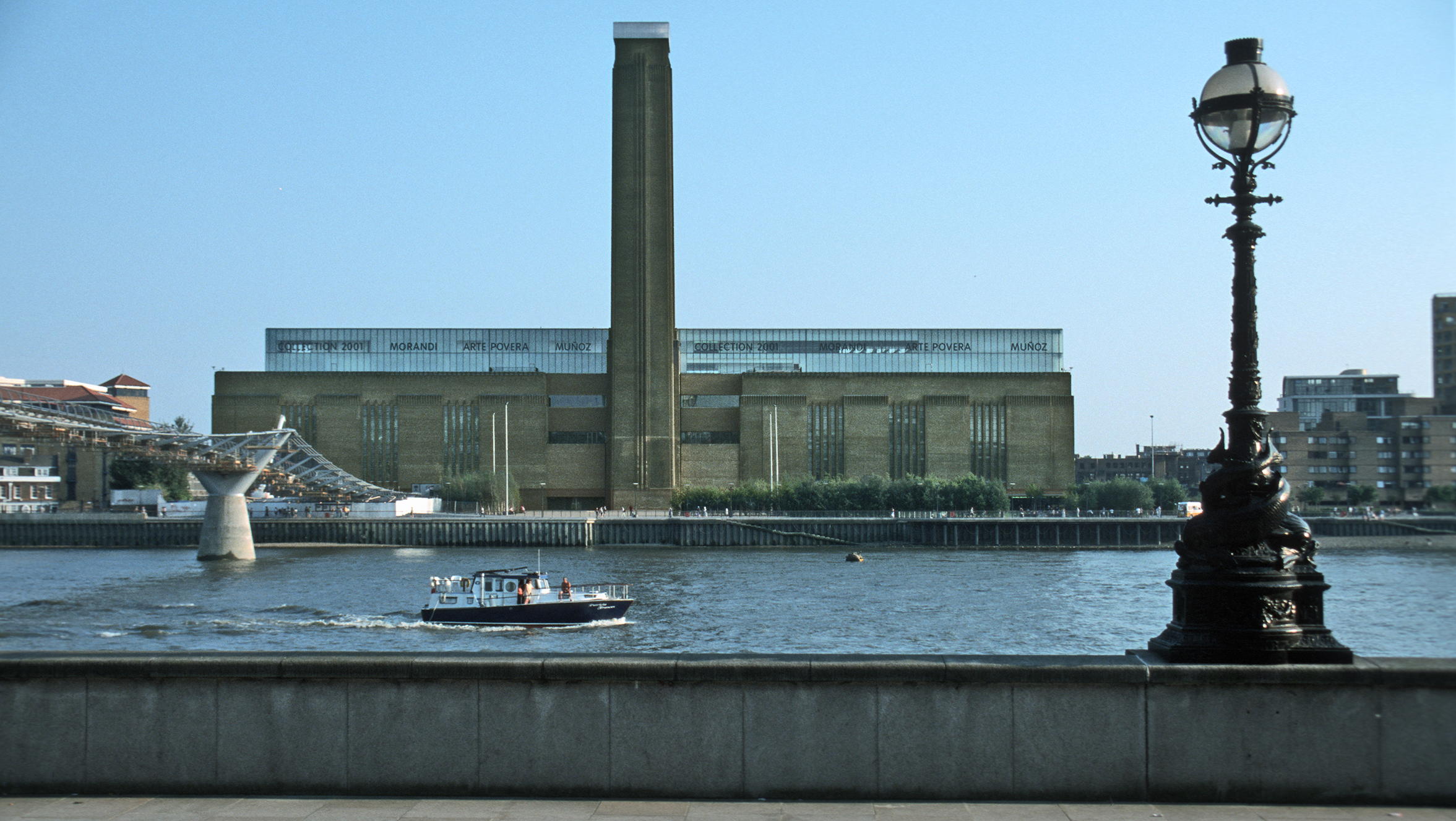
Die Auslosung für die Weltmeisterschaft 2015 erfolgte am 3. Dezember 2012 im Londoner Tate Modern

Die Vorrunde, bzw. Gruppenphase, umfasste 20 Nationalmannschaften, die in vier Gruppen zu je fünf Teams eingeteilt wurden mit demselben Turnierformat wie 2003, 2007 und 2011. Am 3. Dezember 2012, noch während der Qualifikationsphase, wurden im Londoner Tate Modern die Gruppen der Weltmeisterschaft ausgelost. Dabei wurden die Teilnehmer auf fünf Töpfe verteilt. Ausschlaggebend für die ersten drei Töpfe mit den bereits qualifizierten Mannschaften war zum Zeitpunkt die Platzierung in der IRB-Weltrangliste nach Abschluss der End-of-year Internationals. Der frühe Zeitpunkt der Auslosung, drei Jahre vor dem Turnier, führte zu Kritik und der Weltverband kündigte an, die Auslosung der nächsten Weltmeisterschaft näher am eigentlichen Turnier durchzuführen.
Das Lossystem der vorhergehenden Weltmeisterschaften, bei dem die zwölf automatischen Qualifikanten der WM 2011 am Lostag ihren jeweiligen Töpfen zugelost wurden, wurde beibehalten:
- Topf 1: Die vier besten gesetzten Teams
- Topf 2: Die vier zweitbesten gesetzten Teams
- Topf 3: Die vier hintersten automatischen Qualifikanten

Die zwei anderen Töpfe beinhalteten die acht qualifizierenden Mannschaften, wobei sich deren Zuordnung aus der vorhergehenden Weltmeisterschaft ergab:
- Topf 4: Ozeanien 1, Europa 1, Asien 1 und Amerika 1
- Topf 5: Afrika 1, Europa 2, Amerika 2 und Repechage-Gewinner

Für die Auslosung am 3. Dezember 2012 ergaben sich die folgenden Töpfe (in Klammern der jeweilige IRB-Rang vor der Auslosung):
| Topf 1                                                             | Topf 2                                                   | Topf 3                                                    | Topf 4                                                                                  | Topf 5 |
| ------------------------------------------------------------------ | -------------------------------------------------------- | --------------------------------------------------------- | --------------------------------------------------------------------------------------- | --- |
| - Neuseeland (1) - Südafrika (2) - Australien (3) - Frankreich (4) | - England (5) - Irland (6) - Samoa (7) - Argentinien (8) | - Wales (9) - Italien (10) - Tonga (11) - Schottland (12) | - Amerika 1 ( Kanada) - Asien 1 ( Japan) - Europa 1 ( Georgien) - Ozeanien 1 ( Fidschi) | - Afrika 1 ( Namibia) - Amerika 2 ( Vereinigte Staaten) - Europa 2 ( Rumänien) - Repechage-Gewinner ( Uruguay) |

Nach der Auslosung am 3. Dezember 2012 ergaben sich die folgenden Gruppen:
| Gruppe A                                 | Gruppe B                                            | Gruppe C                                      | Gruppe D                                  |
| ---------------------------------------- | --------------------------------------------------- | --------------------------------------------- | ----------------------------------------- |
| Australien England Wales Fidschi Uruguay | Südafrika Samoa Schottland Japan Vereinigte Staaten | Neuseeland Argentinien Tonga Georgien Namibia | Frankreich Irland Italien Kanada Rumänien |

### Vorrunde

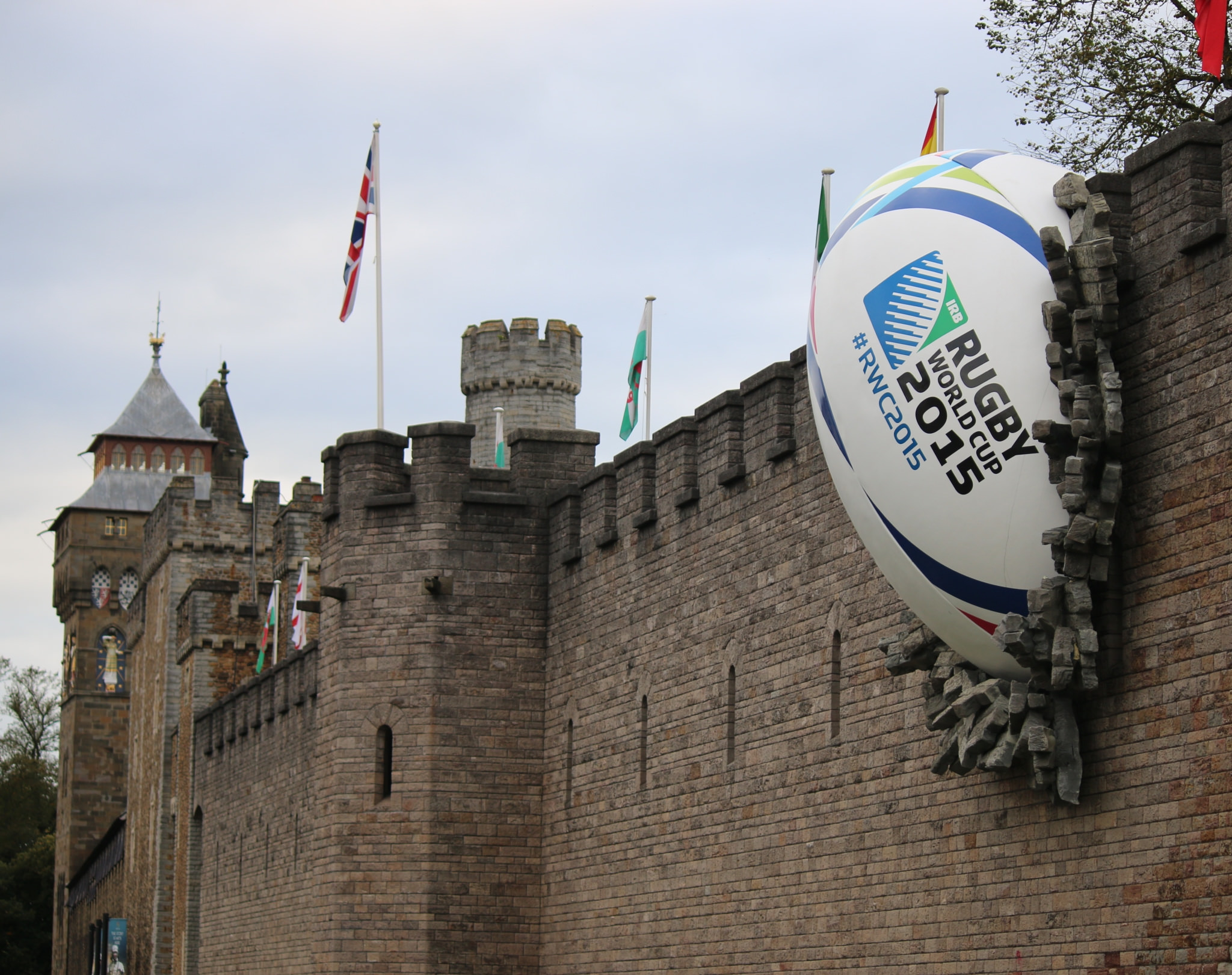
Ein riesiger Rugbyball, Match XV – der offizielle Spielball der Weltmeisterschaft 2015 – beim Cardiff Castle in Wales am Vorabend der Weltmeisterschaft 2015

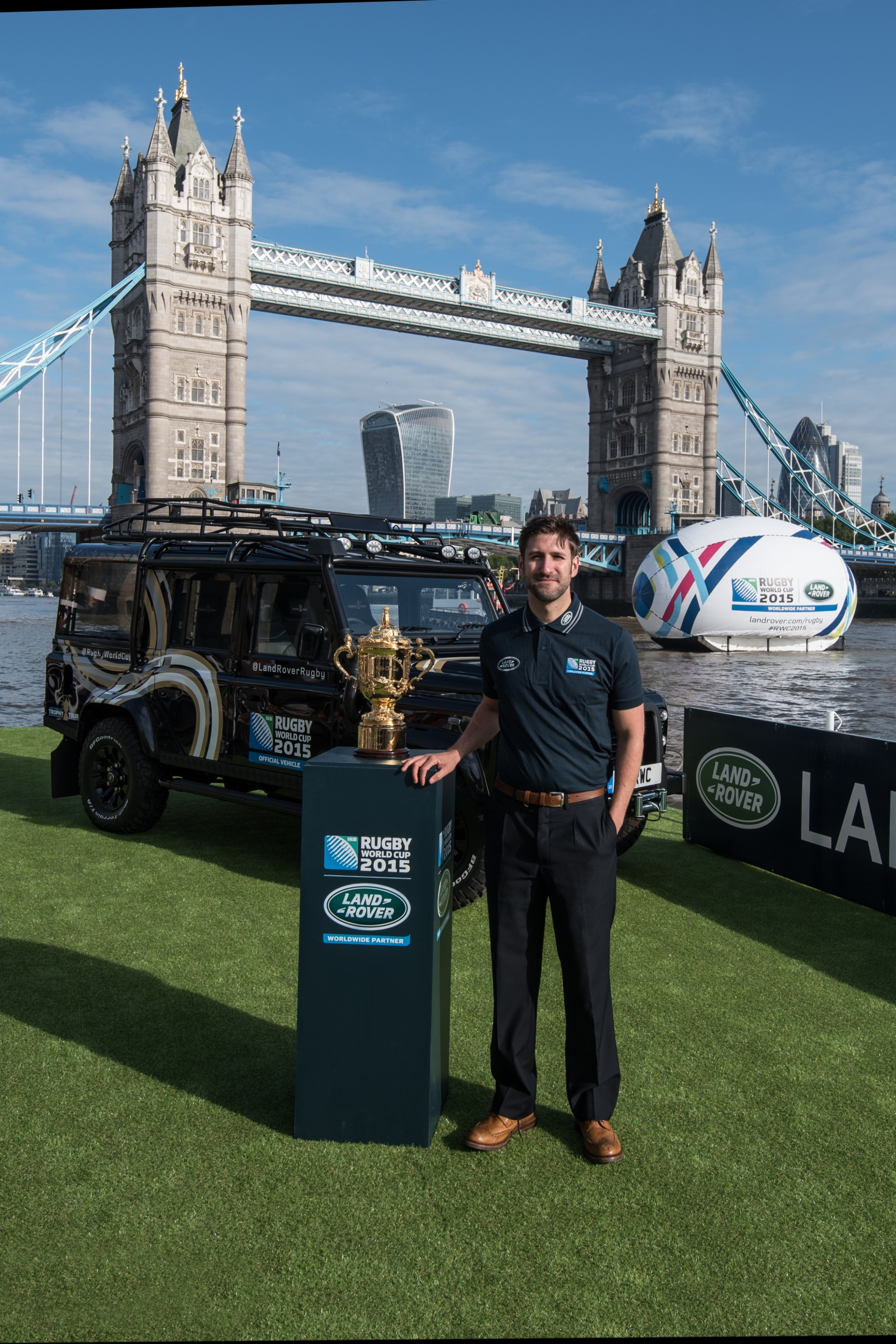
Land Rover, Sponsor der Weltmeisterschaft 2015, bei der Präsentation des Webb Ellis Cup

Wie bei den Weltmeisterschaften 2003, 2007 und 2011 wurden die 20 für die WM 2015 qualifizierten Mannschaften in vier Vorrundengruppen eingeteilt. Die Gruppen waren eingeteilt von Gruppe A bis Gruppe D zu je fünf Teilnehmern. Jede Gruppe hatte zwei automatische Qualifikanten der WM 2011, während sich die übrigen drei Plätze aus der Qualifikation ergaben. Jede Mannschaft bestritt ein Spiel gegen jede andere Mannschaft in derselben Gruppe, demzufolge absolvierte jedes Team vier Spiele in der Vorrunde. Die Mannschaften auf den Plätzen 1 und 2 qualifizieren sich für das Viertelfinale. Die drittplatzierten Mannschaften sichern sich die Teilnahmeberechtigung für die WM 2019.
Die Punkteverteilung in der Vorrunde erfolgt nach folgendem System:
- 4 Punkte bei einem Sieg
- 2 Punkte bei einem Unentschieden
- 0 Punkte bei einer Niederlage (vor möglichen Bonuspunkten)
- 1 Bonuspunkt für vier oder mehr Versuche, unabhängig vom Endstand
- 1 Bonuspunkt bei einer Niederlage mit sieben oder weniger Spielpunkten Unterschied[41]

Bei Punktgleichheit von zwei oder mehr Mannschaften wird die bessere Tabellenposition nacheinander nach folgenden Kriterien ermittelt:
1. Sieger der Direktbegegnung zwischen 2 punktgleichen Mannschaften
2. Bessere Differenz bei den Spielpunkten
3. Bessere Differenz bei den Versuchen
4. Höhere Anzahl der Spielpunkte
5. Höhere Anzahl der Versuche
6. Bessere Platzierung in der World-Rugby-Weltrangliste vom 12. Oktober 2015[41]

### Finalrunde
Ab dieser Phase nahm das Turnier ein K.-o.-System an bestehend aus acht Spielen: vier Viertelfinals, zwei Halbfinals, ein Spiel um Platz 3 und das Finale.
Die Gruppenersten und -zweiten erreichten jeweils die Finalrunde. Dabei trafen die Gruppenersten im Viertelfinale auf die Gruppenzweiten der anderen Gruppe, beispielsweise traf der Erste der Gruppe A auf den Zweiten der Gruppe B und der Erste der Gruppe B auf den Zweiten der Gruppe A. Teams aus derselben Gruppe konnten erst wieder im Spiel um Platz 3 oder dem Finale aufeinandertreffen.
Die Finalrunde begann mit den Viertelfinalspielen. Jedes Spiel musste zwingend mit einem Sieg enden. Stand es in einer Begegnung nach der regulären Spielzeit von 80 Minuten unentschieden, folgte eine Verlängerung von 2 × 10 Minuten. War noch immer kein Sieger ermittelt, gab es eine weitere Verlängerung von zehn Minuten Dauer mit Sudden Death. Wenn auch nach insgesamt 110 Minuten immer noch kein Sieger feststand, wäre der Sieger in einem Platztrittschießen zu den Torstangen bestimmt worden.

### Einfluss auf die WM-Qualifikation 2019
Wie bei der WM 2007 und 2011 qualifizierten sich die besten drei Mannschaften jeder Gruppe direkt für die darauf folgende Weltmeisterschaft 2019 in Japan. Diese waren Argentinien, Australien, England, Frankreich, Georgien, Irland, Italien, Japan, Neuseeland, Schottland, Südafrika und Wales.

## Eintrittskarten und Sponsoring

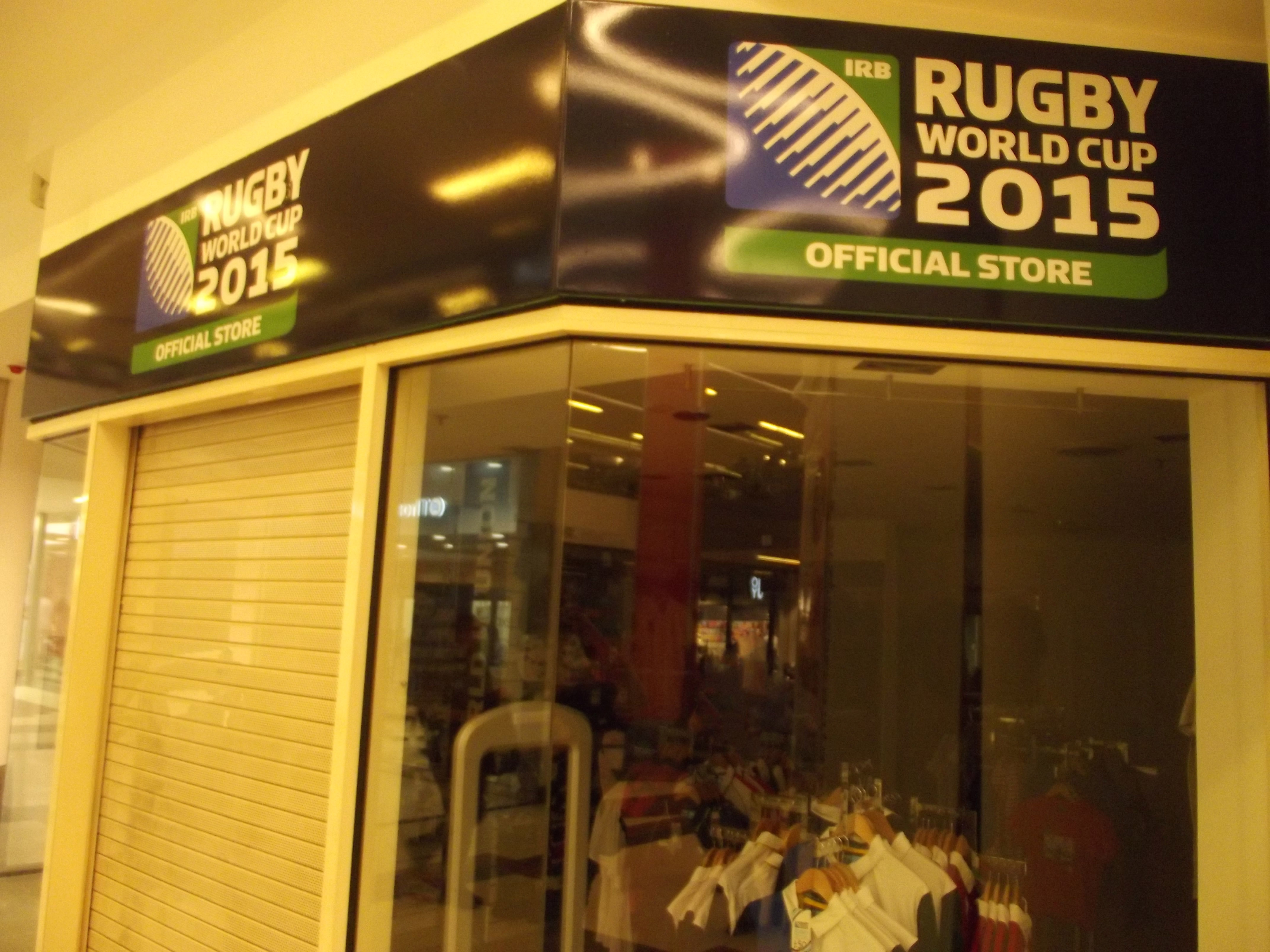
Offizieller Rugby-World-Cup-Shop

Die Eintrittskarten für die Weltmeisterschaft 2015 wurden in fünf Phasen verkauft. Die erste Phase begann am 1. Januar 2014, als die weltweite Öffentlichkeit Gelegenheit hatte, verschiedene Kartenpakete zu erwerben. Ab 1. Februar 2014 waren Gastfreiheitspakete verfügbar. Im Mai und Juni desselben Jahres erhielten Fans die Gelegenheit, Eintrittskarten bei Rugbyvereinen zu kaufen. Im September 2014 begann der allgemeine Kartenverkauf und ab November 2014 gingen in der letzten Phase die übrigen Karten in den Verkauf. Im Oktober 2014 wurde bekanntgemacht, dass bereits 950.000 der 2,4 Millionen Karten verkauft worden sind. Insgesamt wurden 2,42 Millionen Eintrittskarten verkauft, mehr als die 2,25 Millionen der WM 2007 und die 1,6 Millionen der WM 2011.
Die offiziellen Worldwide Partners des Turniers waren Heineken, Land Rover, Société Générale, DHL, Emirates und Mastercard, und die offiziellen Sponsoren waren Coca-Cola, Canon und Toshiba. Gilbert entwarf den offiziellen Turnierball (Gilbert Match XV), der in den Spielen der Weltmeisterschaft genutzt wurde. Damit setzte sich die Tradition der Gilbert-WM-Bälle mit Barbarian (1995), Revolution (1999), Xact (2003), Synergie (2007) und Virtuo (2011) weiter fort. Zusammen mit Gilbert waren die offiziellen Ausrüster Canterbury, Clifford Chance, EY, Dove und Duracell.

## Beteiligte

### Offizielle
Am 7. April 2015 gab der Weltverband die Namen der Offiziellen bekannt. Insgesamt wurden zwölf Schiedsrichter, sieben Assistenten und vier Video-Schiedsrichter bestimmt.
| Land                          | Name           |
| ----------------------------- | -------------- |
| Rugby Football Union          | Wayne Barnes   |
| Irish Rugby Football Union    | George Clancy  |
| Rugby Football Union          | JP Doyle       |
| Fédération française de rugby | Jérôme Garcès  |
| Fédération française de rugby | Pascal Gaüzère |
| New Zealand Rugby             | Glen Jackson   |
| South African Rugby Union     | Craig Joubert  |
| Irish Rugby Football Union    | John Lacey     |
| Welsh Rugby Union             | Nigel Owens    |
| South African Rugby Union     | Jaco Peyper    |
| Fédération française de rugby | Romain Poite   |
| New Zealand Rugby             | Chris Pollock  |

| Land                          | Name             |
| ----------------------------- | ---------------- |
| Unión Argentina de Rugby      | Federico Anselmi |
| South African Rugby Union     | Stuart Berry     |
| New Zealand Rugby             | Mike Fraser      |
| Rugby Australia               | Angus Gardner    |
| Welsh Rugby Union             | Leighton Hodges  |
| Federazione Italiana Rugby    | Marius Mitrea    |
| Fédération française de rugby | Mathieu Raynal   |

| Land                      | Name           |
| ------------------------- | -------------- |
| Rugby Australia           | George Ayoub   |
| Rugby Football Union      | Graham Hughes  |
| New Zealand Rugby         | Ben Skeen      |
| South African Rugby Union | Shaun Veldsman |

### Mannschaften
Jedes Team konnte 31 Spieler für das Turnier nominieren. Die Mannschaftslisten mussten bis zum 31. August 2015 World Rugby vorgelegt werden. Nach der Vorlage des Kaders konnte ein verletzter Spieler ersetzt werden, dieser Spieler durfte sich jedoch nicht mehr der Mannschaft anschließen. Außerdem gab es eine Wartezeit von 48 Stunden, bevor der neuberufene Spieler das Feld betreten durfte. Folglich durfte ein Ersatzspieler, der am Vorabend eines Spieles in die Mannschaft berufen wurde, in diesem Spiel nicht spielen.

## Vorrunde

### Gruppe A

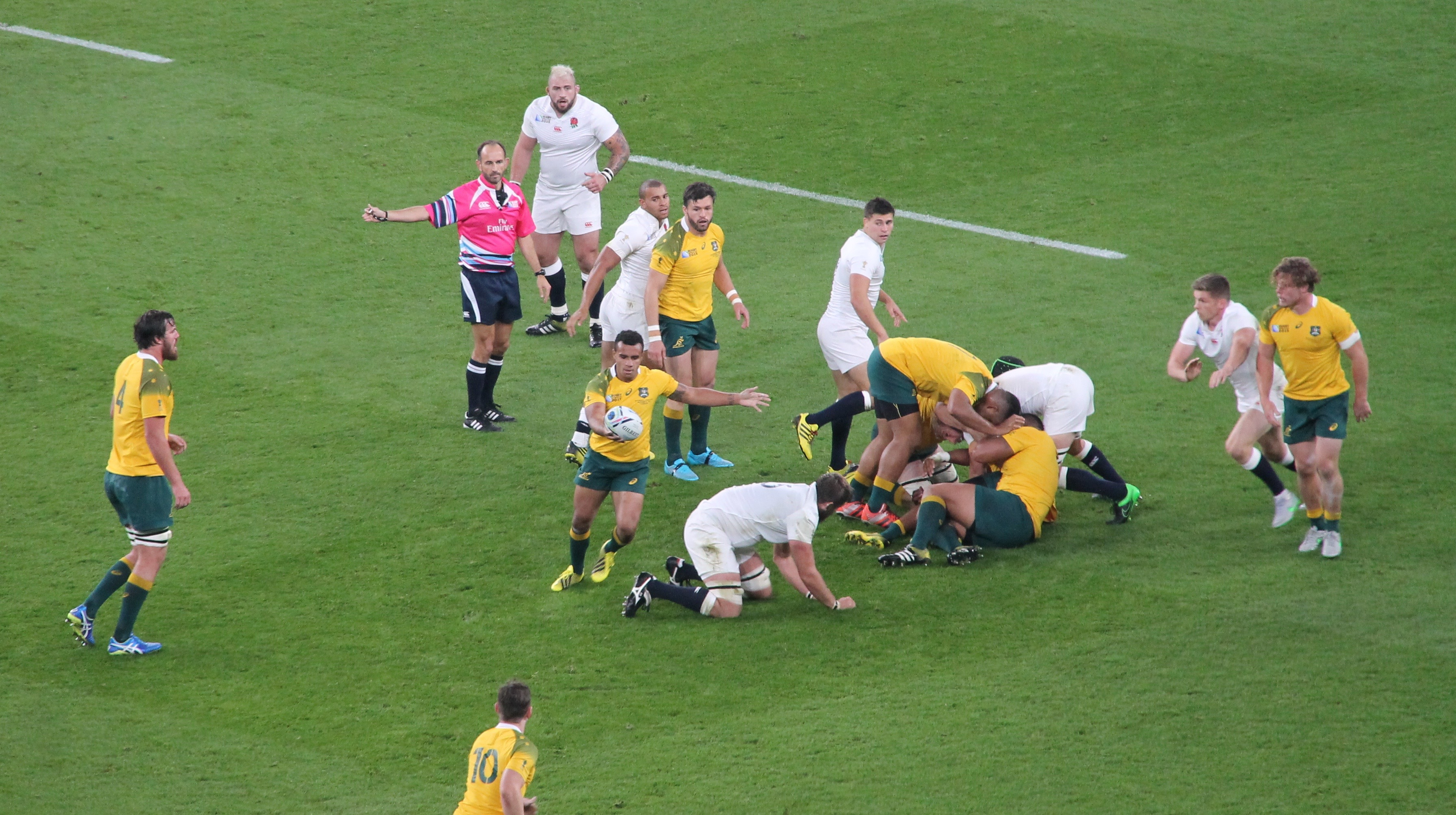
Spielszene England – Australien

Mit England, Australien und Wales galt die Gruppe A bereits seit der Auslosung als „Todesgruppe“, da einer dieser drei Turnierfavoriten bereits in der Vorrunde scheitern würde. Als einziges Team dieser Gruppe blieb Australien unbesiegt. Die Australier kamen zunächst zu zwei ungefährdeten Siegen gegen Fidschi und Uruguay. Im dritten Spiel fügten sie dem Gastgeber die bisher höchste Heimniederlage der Geschichte zu. Mit dem vierten Sieg über Wales sicherten sie sich den ersten Platz dieser Gruppe.
Wales, das auf mehrere verletzte Stammspieler (darunter Leigh Halfpenny) verzichten musste, begann mit einem Sieg gegen Uruguay; es handelte sich um die erste Begegnung überhaupt zwischen diesen beiden Mannschaften. Im vorentscheidenden Spiel gegen England lagen die Waliser zur Halbzeit noch sieben Punkte zurück, holten dann aber auf und drehten die Partie in der hektischen Schlussphase noch zu ihren Gunsten. Der Sieg gegen Fidschi wiederum entsprach den Erwartungen. Vor dem letzten Spiel gegen Australien stand die Qualifikation für das Viertelfinale fest; die Niederlage gegen Australien bedeutete den zweiten Gruppenrang.
England bezwang im Eröffnungsspiel der WM das Team aus Fidschi. Gegen Wales lag der Gastgeber bis weit in die zweite Halbzeit hinein in Führung, geriet dann aber in der Schlussphase in Rückstand. Anstatt einen zugesprochenen Penalty zu treten und dadurch wenigstens ein Unentschieden zu sichern, entschied sich Kapitän Chris Robshaw stattdessen für ein line-out. Der anvisierte Versuch kam nicht zustande und England verlor das Schlüsselspiel, wodurch die Mannschaft frühzeitig unter enormen Druck geriet. Gegen Australien musste unbedingt ein Sieg gelingen, doch die deutliche Niederlage hatte zur Folge, dass die Engländer keine Chance mehr auf ein Weiterkommen hatten. Die letzte gewonnene Partie gegen Uruguay war somit bedeutungslos.
Fidschi verlor die ersten drei Spiele gegen England, Australien und Wales. Einzig gegen Uruguay kam ein Sieg zustande. Uruguay blieb in allen Partien chancenlos und wies von sämtlichen WM-Teilnehmern die schlechteste Bilanz auf.
|    | Land       | Spiele | Siege | Unent. | Ndlg. | Spiel- punkte | Diff. | Bonus- punkte | Punkte |
| -- | ---------- | ------ | ----- | ------ | ----- | ------------- | ----- | ------------- | ------ |
| 1. | Australien | 4      | 4     | 0      | 0     | 141:35        | +106  | 1             | 17     |
| 2. | Wales      | 4      | 3     | 0      | 1     | 111:62        | +49   | 1             | 13     |
| 3. | England    | 4      | 2     | 0      | 2     | 133:75        | +58   | 3             | 11     |
| 4. | Fidschi    | 4      | 1     | 0      | 3     | 84:101        | −17   | 1             | 5      |
| 5. | Uruguay    | 4      | 0     | 0      | 4     | 30:226        | −196  | 0             | 0      |

| 18. September 2015 | England | 35 : 11 | Fidschi | Twickenham Stadium, London |
| 18. September 2015 |         |         |         | Twickenham Stadium, London |

| 20. September 2015 | Wales | 54 : 09 | Uruguay | Millennium Stadium, Cardiff |
| 20. September 2015 |       |         |         | Millennium Stadium, Cardiff |

| 23. September 2015 | Australien | 28 : 13 | Fidschi | Millennium Stadium, Cardiff |
| 23. September 2015 |            |         |         | Millennium Stadium, Cardiff |

| 26. September 2015 | England | 25 : 28 | Wales | Twickenham Stadium, London |
| 26. September 2015 |         |         |       | Twickenham Stadium, London |

| 27. September 2015 | Australien | 65 : 03 | Uruguay | Villa Park, Birmingham |
| 27. September 2015 |            |         |         | Villa Park, Birmingham |

| 1. Oktober 2015 | Wales | 23 : 13 | Fidschi | Millennium Stadium, Cardiff |
| 1. Oktober 2015 |       |         |         | Millennium Stadium, Cardiff |

| 3. Oktober 2015 | England | 13 : 33 | Australien | Twickenham Stadium, London |
| 3. Oktober 2015 |         |         |            | Twickenham Stadium, London |

| 6. Oktober 2015 | Fidschi | 47 : 15 | Uruguay | Stadium mk, Milton Keynes |
| 6. Oktober 2015 |         |         |         | Stadium mk, Milton Keynes |

| 10. Oktober 2015 | Australien | 15 : 06 | Wales | Twickenham Stadium, London |
| 10. Oktober 2015 |            |         |       | Twickenham Stadium, London |

| 10. Oktober 2015 | England | 60 : 03 | Uruguay | Manchester City Stadium, Manchester |
| 10. Oktober 2015 |         |         |         | Manchester City Stadium, Manchester |

### Gruppe B

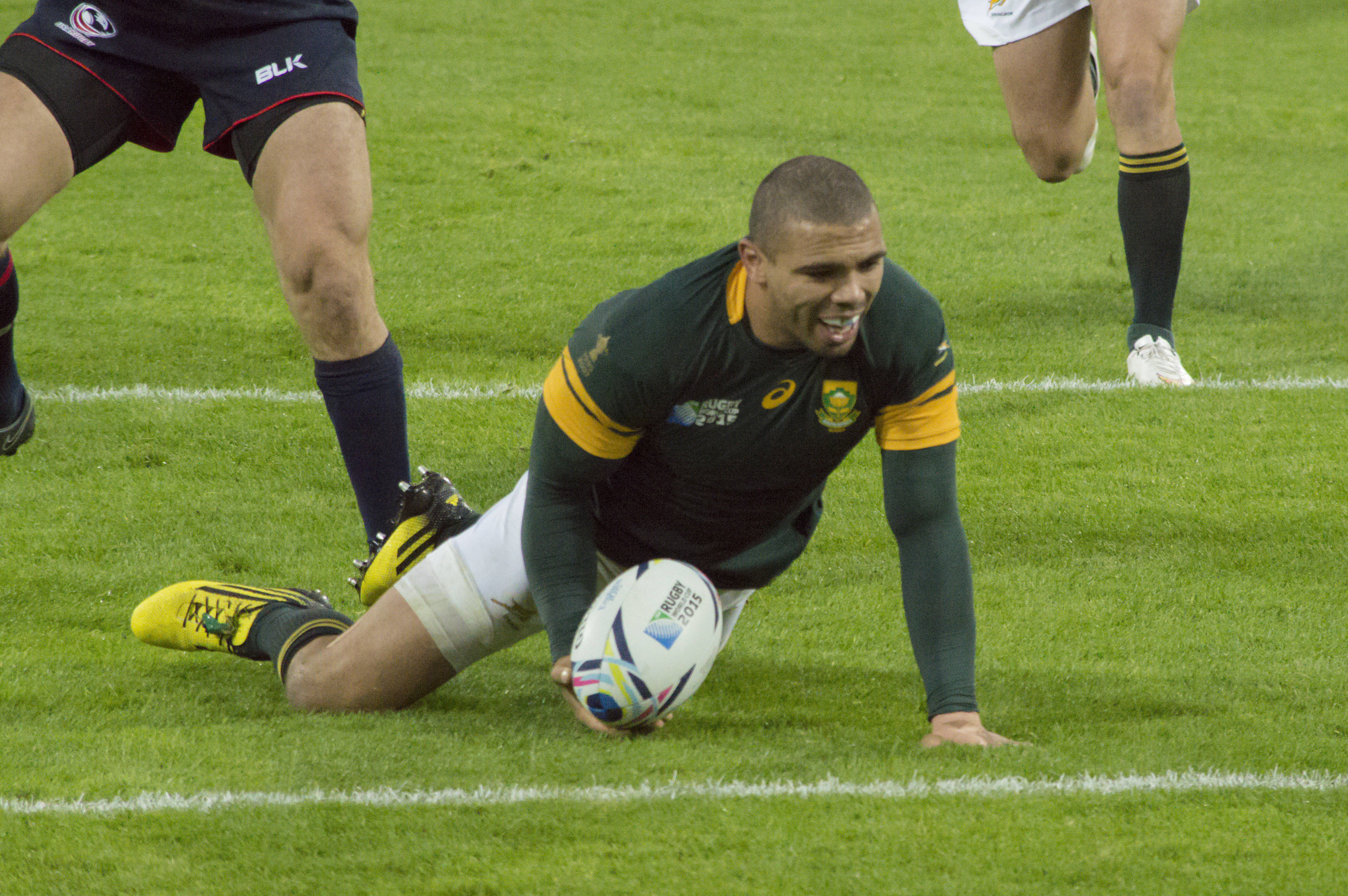
Bryan Habana erzielt einen Versuch gegen die USA

Südafrika war vor der ersten Partie gegen Japan haushoher Favorit, scheiterte aber völlig überraschend gegen den krassen Außenseiter mit 32:34. Die Springboks kamen nie entscheidend weg und mussten in der Nachspielzeit noch einen Versuch hinnehmen, wodurch sie unfreiwillig eine der größten Sensationen in der Rugby-Geschichte ermöglichten. In der Folge konnten sich die Springboks wieder fangen und erzielten drei deutliche Siege gegen Samoa, Schottland und die USA. Im letzten Spiel gegen die USA erzielten sie zehn Versuche und ließen keinen einzigen Punkt des Gegners zu; Bryan Habana erzielte seinen insgesamt 15. WM-Versuch und zog mit dem bisher alleinigen Rekordhalter Jonah Lomu gleich.
Schottland siegte zum Auftakt deutlich gegen Japan, das nach dem Sensationssieg gegen Südafrika nur vier Tage Erholungspause gehabt hatte. Während die USA ebenfalls deutlich bezwungen wurden, blieben die Bravehearts gegen die Südafrikaner weitgehend chancenlos. Im Spiel gegen Samoa lagen die Schotten zur Halbzeit knapp mit drei Punkten zurück, ehe sie sich in der zweiten Hälfte ebenso knapp durchsetzten und damit den zweiten Gruppenrang sicherten.
Japan wurde vor dem Spiel gegen Südafrika keinerlei Chancen eingeräumt; bei den Buchmachern lautete die Gewinnquote für einen japanischen Sieg 349:1. Verschiedene Rugby-Experten verglichen den völlig unerwarteten 34:32-Sieg mit dem „Miracle on Ice“. Im zweiten Spiel gegen Schottland hielten die Japaner nur eine Halbzeit lang mit, ehe sie aufgrund der kurzen Regenerationszeit einbrachen. Wieder erholt, realisierten sie zwei ungefährdete Siege gegen Samoa und die USA. Obwohl die Japaner drei Spiele gewonnen hatten, konnten sie sich aufgrund der fehlenden Bonuspunkte nicht für das Viertelfinale qualifizieren.
Samoa begann mit einem Sieg gegen die USA, konnte sich aber in den drei folgenden Partien gegen Südafrika, Japan und Schottland nicht durchsetzen und verpasste auch die direkte Qualifikation für die WM 2019. Das Team der USA vermochte keine Akzente zu setzen und verlor alle vier Spiele.
|    | Land               | Spiele | Siege | Unent. | Ndlg. | Spiel- punkte | Diff. | Bonus- punkte | Punkte |
| -- | ------------------ | ------ | ----- | ------ | ----- | ------------- | ----- | ------------- | ------ |
| 1. | Südafrika          | 4      | 3     | 0      | 1     | 176:56        | +120  | 4             | 16     |
| 2. | Schottland         | 4      | 3     | 0      | 1     | 136:93        | +43   | 2             | 14     |
| 3. | Japan              | 4      | 3     | 0      | 1     | 98:100        | −2    | 0             | 12     |
| 4. | Samoa              | 4      | 1     | 0      | 3     | 69:124        | −55   | 2             | 6      |
| 5. | Vereinigte Staaten | 4      | 0     | 0      | 4     | 50:156        | −106  | 0             | 0      |

| 19. September 2015 | Südafrika | 32 : 34 | Japan | Brighton Community Stadium, Brighton |
| 19. September 2015 |           |         |       | Brighton Community Stadium, Brighton |

| 20. September 2015 | Samoa | 25 : 16 | Vereinigte Staaten | Brighton Community Stadium, Brighton |
| 20. September 2015 |       |         |                    | Brighton Community Stadium, Brighton |

| 23. September 2015 | Schottland | 45 : 10 | Japan | Kingsholm, Gloucester |
| 23. September 2015 |            |         |       | Kingsholm, Gloucester |

| 26. September 2015 | Südafrika | 46 : 06 | Samoa | Villa Park, Birmingham |
| 26. September 2015 |           |         |       | Villa Park, Birmingham |

| 27. September 2015 | Schottland | 39 : 16 | Vereinigte Staaten | Elland Road, Leeds |
| 27. September 2015 |            |         |                    | Elland Road, Leeds |

| 3. Oktober 2015 | Samoa | 05 : 26 | Japan | Stadium mk, Milton Keynes |
| 3. Oktober 2015 |       |         |       | Stadium mk, Milton Keynes |

| 3. Oktober 2015 | Südafrika | 34 : 16 | Schottland | St. James’ Park, Newcastle |
| 3. Oktober 2015 |           |         |            | St. James’ Park, Newcastle |

| 7. Oktober 2015 | Südafrika | 64 : 0 | Vereinigte Staaten | Olympiastadion, London |
| 7. Oktober 2015 |           |        |                    | Olympiastadion, London |

| 10. Oktober 2015 | Samoa | 33 : 36 | Schottland | St. James’ Park, Newcastle |
| 10. Oktober 2015 |       |         |            | St. James’ Park, Newcastle |

| 11. Oktober 2015 | Vereinigte Staaten | 18 : 28 | Japan | Kingsholm, Gloucester |
| 11. Oktober 2015 |                    |         |       | Kingsholm, Gloucester |

### Gruppe C

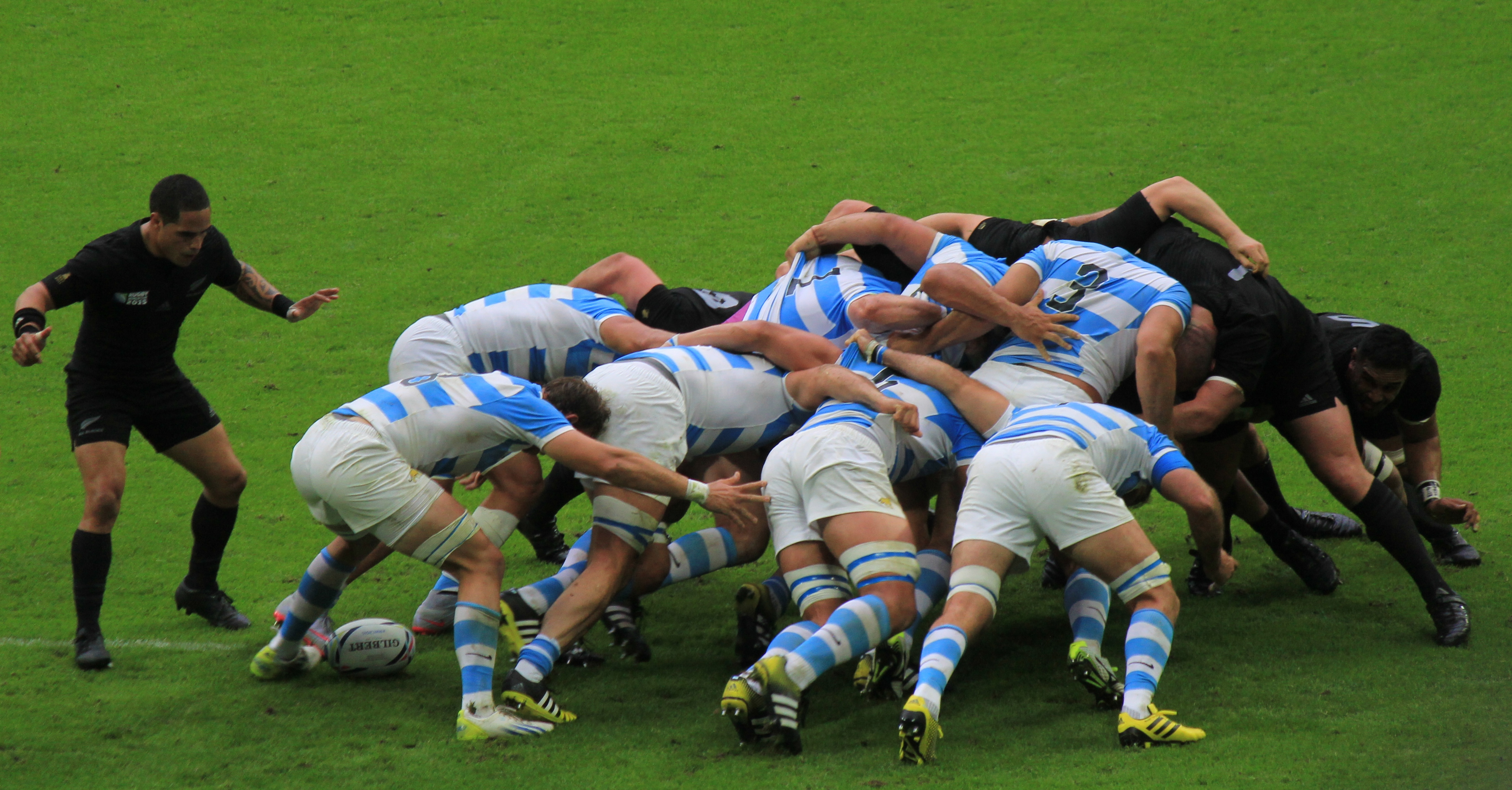
Gedränge im Spiel Neuseeland – Argentinien

Neuseeland bekundete im ersten Spiel gegen Argentinien etliche Mühe und lag zur Halbzeit zurück, setzte sich aber schließlich mit zehn Punkten Differenz durch. 89.019 Zuschauer im Wembley-Stadion sorgten für einen Rekord: Nie zuvor waren bei einem Rugby-WM-Spiel so viele Menschen anwesend. Die drei übrigen Spiele gegen Namibia, Georgien und Tonga endeten mit deutlichen Siegen, wobei nur die Georgier die All Blacks eine Zeitlang fordern konnten.
Nach der Startniederlage gegen Neuseeland konzentrierte sich Argentinien auf das Erreichen des zweiten Gruppenranges, was auch deutlich gelang: Die Siege gegen Georgien, Tonga und Namibia waren nie gefährdet und führten zur Qualifikation für das Viertelfinale.
Georgien siegte in der ersten Partie etwas überraschend gegen Tonga. Es folgten erwartete Niederlagen gegen Argentinien und Neuseeland. Im letzten Spiel ging es für die Georgier darum, sich mit einem zweiten Sieg gegen Namibia direkt für die WM 2019 zu qualifizieren. Dies gelang ihnen nur ganz knapp mit einem Punkt Vorsprung.
Tonga wurde seiner Reputation nicht gerecht und kassierte im ersten Spiel gegen Georgien eine Niederlage. Zwar gewannen sie gegen Namibia, doch angesichts der Überlegenheit Argentiniens und Neuseelands reichte dieser eine Sieg nicht für die direkte WM-Qualifikation. Weitgehend chancenlos blieb Namibia, das aber in der Partie gegen Georgien beinahe den ersten Sieg überhaupt in einem WM-Spiel hätte feiern können.
|    | Land        | Spiele | Siege | Unent. | Ndlg. | Spiel- punkte | Diff. | Bonus- punkte | Punkte |
| -- | ----------- | ------ | ----- | ------ | ----- | ------------- | ----- | ------------- | ------ |
| 1. | Neuseeland  | 4      | 4     | 0      | 0     | 174:49        | +125  | 3             | 19     |
| 2. | Argentinien | 4      | 3     | 0      | 1     | 179:70        | +109  | 3             | 15     |
| 3. | Georgien    | 4      | 2     | 0      | 2     | 53:123        | −70   | 0             | 8      |
| 4. | Tonga       | 4      | 1     | 0      | 3     | 70:130        | −60   | 2             | 6      |
| 5. | Namibia     | 4      | 0     | 0      | 4     | 70:174        | −104  | 1             | 1      |

| 19. September 2015 | Tonga | 10 : 17 | Georgien | Kingsholm, Gloucester |
| 19. September 2015 |       |         |          | Kingsholm, Gloucester |

| 20. September 2015 | Neuseeland | 26 : 16 | Argentinien | Wembley-Stadion, London |
| 20. September 2015 |            |         |             | Wembley-Stadion, London |

| 24. September 2015 | Neuseeland | 58 : 14 | Namibia | Olympiastadion, London |
| 24. September 2015 |            |         |         | Olympiastadion, London |

| 25. September 2015 | Argentinien | 54 : 09 | Georgien | Kingsholm, Gloucester |
| 25. September 2015 |             |         |          | Kingsholm, Gloucester |

| 29. September 2015 | Tonga | 35 : 21 | Namibia | Sandy Park, Exeter |
| 29. September 2015 |       |         |         | Sandy Park, Exeter |

| 2. Oktober 2015 | Neuseeland | 43 : 10 | Georgien | Millennium Stadium, Cardiff |
| 2. Oktober 2015 |            |         |          | Millennium Stadium, Cardiff |

| 4. Oktober 2015 | Argentinien | 45 : 16 | Tonga | Leicester City Stadium, Leicester |
| 4. Oktober 2015 |             |         |       | Leicester City Stadium, Leicester |

| 7. Oktober 2015 | Namibia | 16 : 17 | Georgien | Sandy Park, Exeter |
| 7. Oktober 2015 |         |         |          | Sandy Park, Exeter |

| 9. Oktober 2015 | Neuseeland | 47 : 09 | Tonga | St. James’ Park, Newcastle |
| 9. Oktober 2015 |            |         |       | St. James’ Park, Newcastle |

| 11. Oktober 2015 | Argentinien | 64 : 19 | Namibia | Leicester City Stadium, Leicester |
| 11. Oktober 2015 |             |         |         | Leicester City Stadium, Leicester |

### Gruppe D

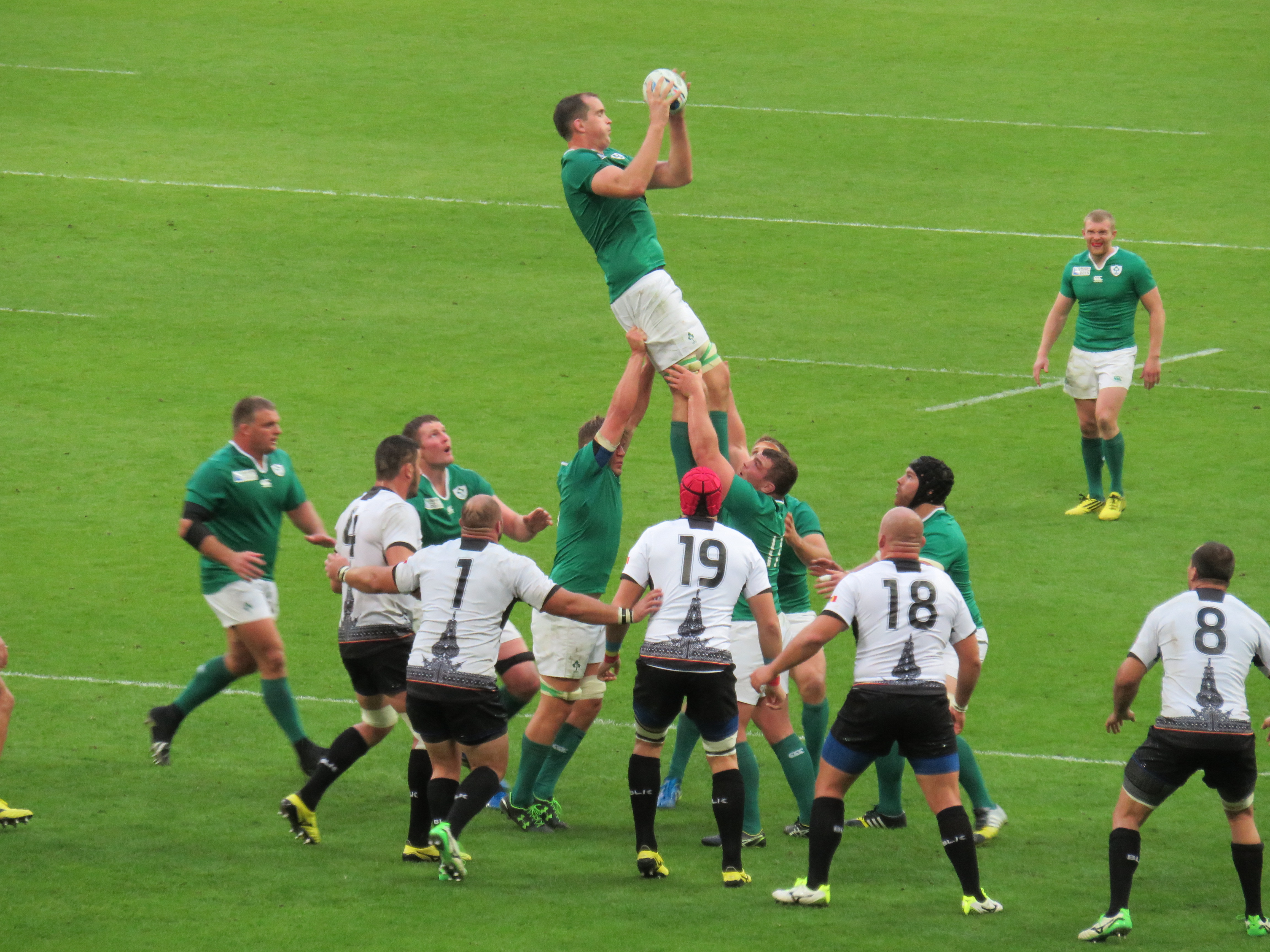
Line-out im Spiel Irland – Rumänien

In Gruppe D kamen vier der fünf Teams aus Europa, wovon drei in den Six Nations vertreten sind. Irland begann mit zwei relativ lockeren Siegen gegen Kanada und Rumänien, während Italien lange Gegenwehr leistete und nur knapp bezwungen werden konnte. In der letzten Partie wurde der Gruppensieger ermittelt, wobei sich Irland souverän gegen Frankreich durchsetzte.
Frankreich kam zunächst zu drei ungefährdeten Siegen gegen Italien, Rumänien und Kanada, ohne dabei jedoch überzeugend zu wirken. Die Niederlage im letzten Spiel gegen Irland bedeutete den zweiten Gruppenrang.
Italien begann mit einer Niederlage gegen Frankreich. Die Azzurri bekundeten im zweiten Spiel gegen Kanada etliche Mühe und setzten sich letztlich mit nur fünf Punkten Differenz durch. Während in der Partie gegen Irland eine knappe Niederlage resultierte, feierten die Italiener gegen Rumänien den zweiten Sieg und sicherten sich die WM-Teilnahme 2019.
Rumänien musste zunächst gegen die beiden Gruppenfavoriten antreten und verlor jeweils deutlich. Kanada konnte knapp mit zwei Punkten Differenz geschlagen werden, gegen Italien gab es die dritte Niederlage. Erwartungsgemäß belegte Kanada den letzten Gruppenrang, doch das Team hätte durchaus die Chance gehabt, sowohl Italien als auch Rumänien zu schlagen.
|    | Land       | Spiele | Siege | Unent. | Ndlg. | Spiel- punkte | Diff. | Bonus- punkte | Punkte |
| -- | ---------- | ------ | ----- | ------ | ----- | ------------- | ----- | ------------- | ------ |
| 1. | Irland     | 4      | 4     | 0      | 0     | 134:35        | +99   | 2             | 18     |
| 2. | Frankreich | 4      | 3     | 0      | 1     | 120:63        | +57   | 2             | 14     |
| 3. | Italien    | 4      | 2     | 0      | 2     | 74:88         | −14   | 2             | 10     |
| 4. | Rumänien   | 4      | 1     | 0      | 3     | 60:129        | −69   | 0             | 4      |
| 5. | Kanada     | 4      | 0     | 0      | 4     | 58:131        | −73   | 2             | 2      |

| 19. September 2015 | Irland | 50 : 07 | Kanada | Millennium Stadium, Cardiff |
| 19. September 2015 |        |         |        | Millennium Stadium, Cardiff |

| 19. September 2015 | Frankreich | 32 : 10 | Italien | Twickenham Stadium, London |
| 19. September 2015 |            |         |         | Twickenham Stadium, London |

| 23. September 2015 | Frankreich | 38 : 11 | Rumänien | Olympiastadion, London |
| 23. September 2015 |            |         |          | Olympiastadion, London |

| 26. September 2015 | Italien | 23 : 18 | Kanada | Elland Road, Leeds |
| 26. September 2015 |         |         |        | Elland Road, Leeds |

| 27. September 2015 | Irland | 44 : 10 | Rumänien | Wembley-Stadion, London |
| 27. September 2015 |        |         |          | Wembley-Stadion, London |

| 1. Oktober 2015 | Frankreich | 41 : 18 | Kanada | Stadium mk, Milton Keynes |
| 1. Oktober 2015 |            |         |        | Stadium mk, Milton Keynes |

| 4. Oktober 2015 | Irland | 16 : 09 | Italien | Olympiastadion, London |
| 4. Oktober 2015 |        |         |         | Olympiastadion, London |

| 6. Oktober 2015 | Kanada | 15 : 17 | Rumänien | Leicester City Stadium, Leicester |
| 6. Oktober 2015 |        |         |          | Leicester City Stadium, Leicester |

| 11. Oktober 2015 | Italien | 32 : 22 | Rumänien | Sandy Park, Exeter |
| 11. Oktober 2015 |         |         |          | Sandy Park, Exeter |

| 11. Oktober 2015 | Frankreich | 09 : 24 | Irland | Millennium Stadium, Cardiff |
| 11. Oktober 2015 |            |         |        | Millennium Stadium, Cardiff |

## Finalrunde

### Übersicht
|  | Viertelfinale               | Viertelfinale               |                            |                            | Halbfinale                 | Halbfinale |  |  | Finale                     | Finale                     |
|  |                             |                             |                            |                            |                            |            |  |  |                            |                            |
|  | 17. Oktober 2015 in London  |                             |                            |                            |                            |            |  |  |                            |                            |
|  | Südafrika                   | 23                          |                            |                            |                            |            |  |  |                            |                            |
|  | Südafrika                   | 23                          | 24. Oktober 2015 in London |                            |                            |            |  |  |                            |                            |
|  | Wales                       | 19                          |                            |                            |                            |            |  |  |                            |                            |
|  | Wales                       | 19                          | Südafrika                  | 18                         |                            |            |  |  |                            |                            |
|  |                             |                             | Südafrika                  | 18                         |                            |            |  |  |                            |                            |
|  |                             | Neuseeland                  | 20                         |                            |                            |            |  |  |                            |                            |
|  | Neuseeland                  | Neuseeland                  | 20                         | 62                         |                            |            |  |  |                            |                            |
|  | Neuseeland                  |                             |                            | 62                         |                            |            |  |  |                            |                            |
|  | Frankreich                  | 13                          |                            | 31. Oktober 2015 in London | 31. Oktober 2015 in London |            |  |  |                            |                            |
|  | 17. Oktober 2015 in Cardiff | 17. Oktober 2015 in Cardiff | Neuseeland                 | 34                         |                            |            |  |  |                            |                            |
|  | 18. Oktober 2015 in Cardiff | 18. Oktober 2015 in Cardiff |                            | Australien                 | 17                         |            |  |  |                            |                            |
|  | Irland                      | 20                          |                            |                            |                            |            |  |  |                            |                            |
|  | Argentinien                 | 43                          |                            |                            |                            |            |  |  |                            |                            |
|  | Argentinien                 | 43                          | Argentinien                | 15                         |                            |            |  |  |                            |                            |
|  |                             |                             | Argentinien                | 15                         | Spiel um Platz 3           |            |  |  |                            |                            |
|  |                             | Australien                  | 29                         |                            |                            |            |  |  |                            |                            |
|  | Australien                  | Australien                  | 29                         | 35                         | Südafrika                  | 24         |  |  |                            |                            |
|  | Australien                  | 25. Oktober 2015 in London  |                            | 35                         | Südafrika                  | 24         |  |  |                            |                            |
|  | Schottland                  | 34                          |                            | Argentinien                | 13                         |            |  |  |                            |                            |
|  | Schottland                  | 34                          |                            |                            | 13                         |            |  |  |                            |                            |
|  | 18. Oktober 2015 in London  | 18. Oktober 2015 in London  |                            |                            |                            |            |  |  | 30. Oktober 2015 in London | 30. Oktober 2015 in London |

### Viertelfinale
| 17. Oktober 2015 | Südafrika | 23 : 19 | Wales | Twickenham Stadium, London |
| 17. Oktober 2015 |           |         |       | Twickenham Stadium, London |

| 17. Oktober 2015 | Neuseeland | 62 : 13 | Frankreich | Millennium Stadium, Cardiff |
| 17. Oktober 2015 |            |         |            | Millennium Stadium, Cardiff |

| 18. Oktober 2015 | Irland | 20 : 43 | Argentinien | Millennium Stadium, Cardiff |
| 18. Oktober 2015 |        |         |             | Millennium Stadium, Cardiff |

| 18. Oktober 2015 | Australien | 35 : 34 | Schottland | Twickenham Stadium, London |
| 18. Oktober 2015 |            |         |            | Twickenham Stadium, London |

Das erste Viertelfinale zwischen Südafrika und Wales war bis zum Schlusspfiff hart umkämpft und von Defensivtaktik geprägt. Südafrika konnte zu Beginn mit verwandelten Straftritten auf 9:3 davonziehen, ehe die Waliser durch einen Versuch von Gareth Davies in der 18. Minute und nachfolgender Erhöhung mit 9:10 die Führung übernahmen. Zur Pause führte Wales knapp mit 12:13. Nach einem Dropgoal und einem Penalty von Handré Pollard gingen die Springboks in der 62. Minute mit 18:16 in Führung, zwei Minuten später verwandelte Dan Biggar ebenfalls einen Penalty und die Waliser führte nun 18:19. Es gelang ihnen jedoch nicht, den knappen Vorsprung über die Zeit zu retten, da Fourie du Preez in der 75. Minute erfolgreich einen Versuch erzielte und eine erneute Reaktion ausblieb.
Mit Neuseeland und Frankreich trafen im zweiten Viertelfinale die beiden Finalteilnehmer der Weltmeisterschaft 2011 aufeinander. Während damals nur ein Punkt den Ausschlag gegeben hatte, verlief diese Partie völlig einseitig zugunsten der All Blacks. Die Franzosen konnten in den ersten 15 Minuten noch einigermaßen mithalten, brachen dann aber zusehends ein. Bereits zur Halbzeit lagen die Neuseeländer vorentscheidend mit 29:13 in Führung. In der zweiten Hälfte waren die All Blacks in allen Belangen überlegen und siegten letztlich deutlich mit 62:13. Die Differenz von 49 Punkten war die größte, die in einem WM-Spiel in der Finalrunde jemals erzielt wurde. Besonders überragend war Julian Savea mit drei Versuchen; mit seinen bisher acht Versuchen bei dieser WM egalisierte er die von Jonah Lomu und Bryan Habana gehaltene Bestmarke.
Irland und Argentinien standen sich im dritten Viertelfinale gegenüber. In den ersten Spielminuten gerieten die favorisierten, aber ersatzgeschwächten Iren nach zwei Versuchen und einem Penalty Argentiniens rasch mit 0:14 in Rückstand, ehe sie selbst das erste Mal punkten konnten. Nach einem Versuch von Luke Fitzgerald stand es zur Pause noch 10:20. In der zweiten Spielhälfte schienen die Iren zunächst die Partie zu dominieren, als sie durch Penalties und einen Versuch von Jordi Murphy bis auf 20:23 herankamen und ein Führungswechsel durchaus im Bereich des Möglichen schien. Die Pumas konnten aber nochmals zulegen und zogen dank Versuchen von Joaquín Tuculet und Juan Imhoff auf 20:43 davon. Es war dies der erste argentinische Sieg gegen Irland seit der Weltmeisterschaft 2007.
Vor dem letzten Viertelfinale galt Australien als haushoher Favorit gegen Schottland. Die Wallabies gingen erwartungsgemäß durch einen Versuch von Adam Ashley-Cooper in Führung, doch ein Versuch von Peter Horne brachte die Schotten in der 18. Minute mit 5:10 in Führung. Australien reagierte mit Versuchen durch Drew Mitchell und Michael Hooper, doch Greig Laidlaw hielt mit erfolgreichen Penaltykicks dagegen, sodass die Schotten zur Halbzeit überraschend mit 15:16 führten. Mit zwei weiteren Versuchen durch Mitchell und Tevita Kuridrani zogen die Australier in der 64. Minute auf 32:24 davon. Die Schotten ließen nicht nach und gingen in der 74. Minute (mittlerweile hatte es stark zu regnen begonnen) mit einem Versuch von Mark Bennett 32:34 in Führung. Damit schien die Entscheidung gefallen zu sein. Kurz vor Ende traf Schiedsrichter Craig Joubert eine umstrittene Entscheidung, da seiner Meinung nach ein Schotte ein absichtliches Abseits verursacht hatte. Er sprach den Australiern einen Penalty zu, den Bernard Foley in der letzten regulären Spielminute zum 35:34-Sieg verwertete.

### Halbfinale
| 24. Oktober 2015 | Südafrika | 18 : 20 | Neuseeland | Twickenham Stadium, London |
| 24. Oktober 2015 |           |         |            | Twickenham Stadium, London |

| 25. Oktober 2015 | Argentinien | 15 : 29 | Australien | Twickenham Stadium, London |
| 25. Oktober 2015 |             |         |            | Twickenham Stadium, London |

Zum ersten Mal in der Geschichte der Rugby-Weltmeisterschaft waren im Halbfinale ausschließlich Teams aus der südlichen Hemisphäre vertreten. Im ersten Halbfinale traf Südafrika auf Neuseeland. Obwohl die All Blacks den ersten Versuch der Partie erzielten, gelang es den Springboks immer wieder, ihre Gegner zu Regelübertretungen zu treiben und dadurch Penaltys zugesprochen zu erhalten. Zur Halbzeit führte Südafrika verdient mit 12:7. Zu Beginn der zweiten Hälfte setzte Regen ein. Daniel Carter verkürzte mit einem Dropgoal auf 12:10 und Beauden Barrett brachte Neuseeland mit einem Versuch in der 52. Minute mit 12:17 in Führung. Handré Pollard erzielte einen Penalty zum 15:17, doch Carter stellte den bisherigen Vorsprung umgehend wieder her. Patrick Lambies Penalty in der 69. Minute brachte Südafrika nochmals auf 18:20 heran. Die All Blacks konnten den knappen Vorsprung über die Zeit retten.
Im zweiten Halbfinale kam es zum Duell zwischen Argentinien und Australien. Dabei erwischten die Wallabies eindeutig den besseren Start und lagen nach Versuchen von Rob Simmons und Adam Ashley-Cooper bereits nach zehn Minuten mit 3:14 in Führung. Erst nach und nach fanden die Pumas in Spiel. Es gelang ihnen allerdings nicht, die gut organisierte australische Defensive ernsthaft in Bedrängnis zu bringen und waren auf Penaltykicks von Nicolás Sánchez angewiesen. Ashley-Cooper erzielte einen weiteren Versuch, so dass es zur Pause 9:19 für Australien stand. Auch in der zweiten Hälfte konnten die Argentinier die australische Defensive kaum durchdringen. Acht Minuten vor Spielende sorgte Ashley-Coopers dritter Versuch für die Entscheidung und Australien gewann das Spiel souverän mit 15:29.

### Spiel um Platz 3
| 30. Oktober 2015 | Südafrika | 24 : 13 | Argentinien | Olympiastadion, London |
| 30. Oktober 2015 |           |         |             | Olympiastadion, London |

Im Spiel um Platz 3 erwischte Südafrika eindeutig den besseren Start und setzte Argentinien von Beginn an unter Druck. Den ersten Versuch für die Springboks erzielte JP Pietersen in der 6. Minute, unmittelbar nachdem die Pumas eine Gelbe Karte kassiert hatten und somit für zehn Minuten mit einem Mann weniger auskommen mussten. Mit drei erfolgreichen Penaltykicks erhöhte Handré Pollard die Führung bis zur Halbzeit auf 16:0. Kurz nach dem Seitenwechsel kamen die Argentinier durch einen Dropkick von Nicolás Sánchez zu ihren ersten drei Punkten, jedoch reagierte Eben Etzebeth umgehend mit einem weiteren Versuch für die Südafrikaner. Nach je einem Penalty stand es in der 52. Minute 24:6, ehe der Spielfluss merklich abflaute und fast eine halbe Stunde lang nichts Nennenswertes mehr geschah. Mit einem Versuch durch Juan Pablo Orlandi in der Nachspielzeit verkürzten die Pumas auf 24:13 und betrieben somit noch etwas Resultatkosmetik.

### Finale
| 31. Oktober 2015 | Neuseeland | 34 : 17 | Australien | Twickenham Stadium, London |
| 31. Oktober 2015 |            |         |            | Twickenham Stadium, London |

Zum ersten Mal in der Geschichte der Rugby-WM standen sich im Finale Neuseeland und Australien gegenüber, die zuvor je zwei Weltmeistertitel gewonnen hatten. Erstmals seit dem Finale der WM 1995 war kein Team der Nordhemisphäre vertreten. Von Beginn an gingen die neuseeländischen All Blacks in die Offensive, brachten aber aufgrund der starken Verteidigungsleistung der australischen Wallabies wenig Zählbares zustande. So stand es nach 27 Minuten erst 3:3. Der verletzungsbedingte Ausfall von Matt Giteau (leichte Gehirnerschütterung) schwächte jedoch das australische Team. Daniel Carter erhöhte mit zwei Penaltys auf 9:3, ehe Nehe Milner-Skudder unmittelbar vor der Pause den ersten Versuch für die All Blacks erzielte. Zur Halbzeit stand es 16:3 für Neuseeland. Zwei Minuten nach Beginn der zweiten Hälfte sorgte Ma’a Nonu mit einem zweiten Versuch scheinbar für die Vorentscheidung, da Neuseeland nun 21:3 in Führung lag. In der 52. Minute erhielt Ben Smith eine Gelbe Karte (als erster Spieler überhaupt in einem WM-Finale), womit Neuseeland die nächsten zehn Minuten in Unterzahl agieren musste. Während dieser Zeitstrafe erzielten David Pocock und Tevita Kuridrani je einen Versuch für Australien. Sie verkürzten den Spielstand auf 21:17, womit eine Viertelstunde vor Spielende alles wieder offen schien. Carter reagierte mit einem Dropkick und einem Penalty zum vorentscheidenden 27:17. In der 79. Minute schloss Beauden Barrett einen Konterangriff ab und erzielte den dritten Versuch der All Blacks, woraufhin Carter zum Schlussstand von 34:17 erhöhte. Den WM-Pokal Webb Ellis Cup überreichte Prinz Harry, der Ehrenvorsitzende der Rugby Football Union.

Neuseeland
(Dritter Titel)

## Statistiken

### Mannschaften
Die Tabelle führt die 20 teilnehmenden Mannschaften nach ihrem Abschneiden bei der Rugby-Union-Weltmeisterschaft 2015 auf.

Ergebnis der Rugby-Union-Weltmeisterschaft 2015:
Sieger
Finalist
3. Platz
4. Platz
Viertelfinalteilnahme
In der Gruppenphase ausgeschieden
Keine Teilnahme

| Mannschaft         | Spiele | Siege | Unent. | Ndlg. | Punkte | Versuche | Erhöh- ungen | Straf- tritte | Drop- goals | Gelbe Karten | Rote Karten |
| ------------------ | ------ | ----- | ------ | ----- | ------ | -------- | ------------ | ------------- | ----------- | ------------ | ----------- |
| Neuseeland         | 7      | 7     | 0      | 0     | 290    | 39       | 28           | 11            | 2           | 5            | 0           |
| Australien         | 7      | 6     | 0      | 1     | 222    | 28       | 17           | 16            | 0           | 4            | 0           |
| Südafrika          | 7      | 5     | 0      | 2     | 241    | 26       | 15           | 25            | 2           | 3            | 0           |
| Argentinien        | 7      | 4     | 0      | 3     | 250    | 27       | 23           | 21            | 2           | 5            | 0           |
| Irland             | 5      | 4     | 0      | 1     | 154    | 18       | 14           | 12            | 0           | 2            | 0           |
| Frankreich         | 5      | 3     | 0      | 2     | 133    | 13       | 13           | 14            | 0           | 1            | 0           |
| Schottland         | 5      | 3     | 0      | 2     | 170    | 17       | 14           | 19            | 0           | 3            | 0           |
| Wales              | 5      | 3     | 0      | 2     | 130    | 12       | 11           | 15            | 1           | 1            | 0           |
| Japan              | 4      | 3     | 0      | 1     | 98     | 9        | 7            | 13            | 0           | 1            | 0           |
| England            | 4      | 2     | 0      | 2     | 133    | 16       | 10           | 10            | 1           | 1            | 0           |
| Italien            | 4      | 2     | 0      | 2     | 74     | 7        | 6            | 9             | 0           | 0            | 0           |
| Georgien           | 4      | 2     | 0      | 2     | 53     | 5        | 5            | 6             | 0           | 3            | 0           |
| Fidschi            | 4      | 1     | 0      | 3     | 84     | 10       | 8            | 6             | 0           | 3            | 0           |
| Tonga              | 4      | 1     | 0      | 3     | 70     | 8        | 3            | 8             | 0           | 1            | 0           |
| Samoa              | 4      | 1     | 0      | 3     | 69     | 7        | 5            | 10            | 0           | 3            | 1           |
| Rumänien           | 4      | 1     | 0      | 3     | 60     | 7        | 5            | 5             | 0           | 4            | 0           |
| Namibia            | 4      | 0     | 0      | 4     | 70     | 8        | 6            | 6             | 0           | 6            | 0           |
| Kanada             | 4      | 0     | 0      | 4     | 58     | 7        | 4            | 5             | 0           | 3            | 0           |
| Vereinigte Staaten | 4      | 0     | 0      | 4     | 50     | 5        | 2            | 7             | 0           | 1            | 0           |
| Uruguay            | 4      | 0     | 0      | 4     | 30     | 2        | 1            | 6             | 0           | 3            | 1           |
| Gesamt             | 48     |       |        |       | 2439   | 271      | 197          | 224           | 8           | 50           | 1           |

### Punkte und Versuche
|     | Name            | Punkte |
| --- | --------------- | ------ |
| 1.  | Nicolás Sánchez | 97     |
| 2.  | Handré Pollard  | 93     |
| 3.  | Bernard Foley   | 82     |
| 3.  | Daniel Carter   | 82     |
| 5.  | Greig Laidlaw   | 79     |
| 6.  | Ayumu Gorōmaru  | 58     |
| 7.  | Dan Biggar      | 56     |
| 8.  | Tommaso Allan   | 44     |
| 9.  | Owen Farrell    | 43     |
| 10. | Julian Savea    | 40     |

|    | Name                | Versuche |
| -- | ------------------- | -------- |
| 1. | Julian Savea        | 8        |
| 2. | Nehe Milner-Skudder | 6        |
| 3. | Bryan Habana        | 5        |
| 3. | Gareth Davies       | 5        |
| 3. | JP Pietersen        | 5        |
| 3. | Juan Imhoff         | 5        |
| 7. | Adam Ashley-Cooper  | 4        |
| 7. | Drew Mitchell       | 4        |
| 7. | DTH van der Merwe   | 4        |
| 7. | Tommy Seymour       | 4        |

## Fernsehübertragung
Die Übertragungsrechte für Deutschland wurden von Eurosport erworben. Die Sendergruppe übertrug im deutschsprachigen Raum 30 der 48 WM-Spiele live. Im Veranstalterland Großbritannien wurden dem Netzwerk ITV die Übertragungsrechte zugesprochen.
Für die Kampagne The Game Starts Here des Sponsors Beats by Dre schuf der britische Musiker Jacob Collier ein A-cappella-Arrangement der Hymne Jerusalem, das vor jedem Meisterschaftsspiel im britischen Fernsehen ausgestrahlt wurde.